# Vegesack
Vegesack [ˈfeːgəˌzak] ist ein Stadtteil von Bremen innerhalb des Stadtbezirks Nord.

## Geografie und Ortsteile
Vegesack liegt an der Mündung der Lesum in die Weser. An Vegesack grenzen im Nordwesten Blumenthal, im Südosten Burglesum und im Norden die niedersächsische Gemeinde Schwanewede. Am gegenüberliegenden Ufer liegt die niedersächsische Gemeinde Lemwerder.

### Vegesack
Fläche: 1,84 km², 6.720 Einwohner (3.652 Einwohner je km²)
Das Zentrum des Stadtteils bietet vielfältige Freizeit- und Einkaufsmöglichkeiten in der weitläufigen Fußgängerzone.

Sehenswert sind:

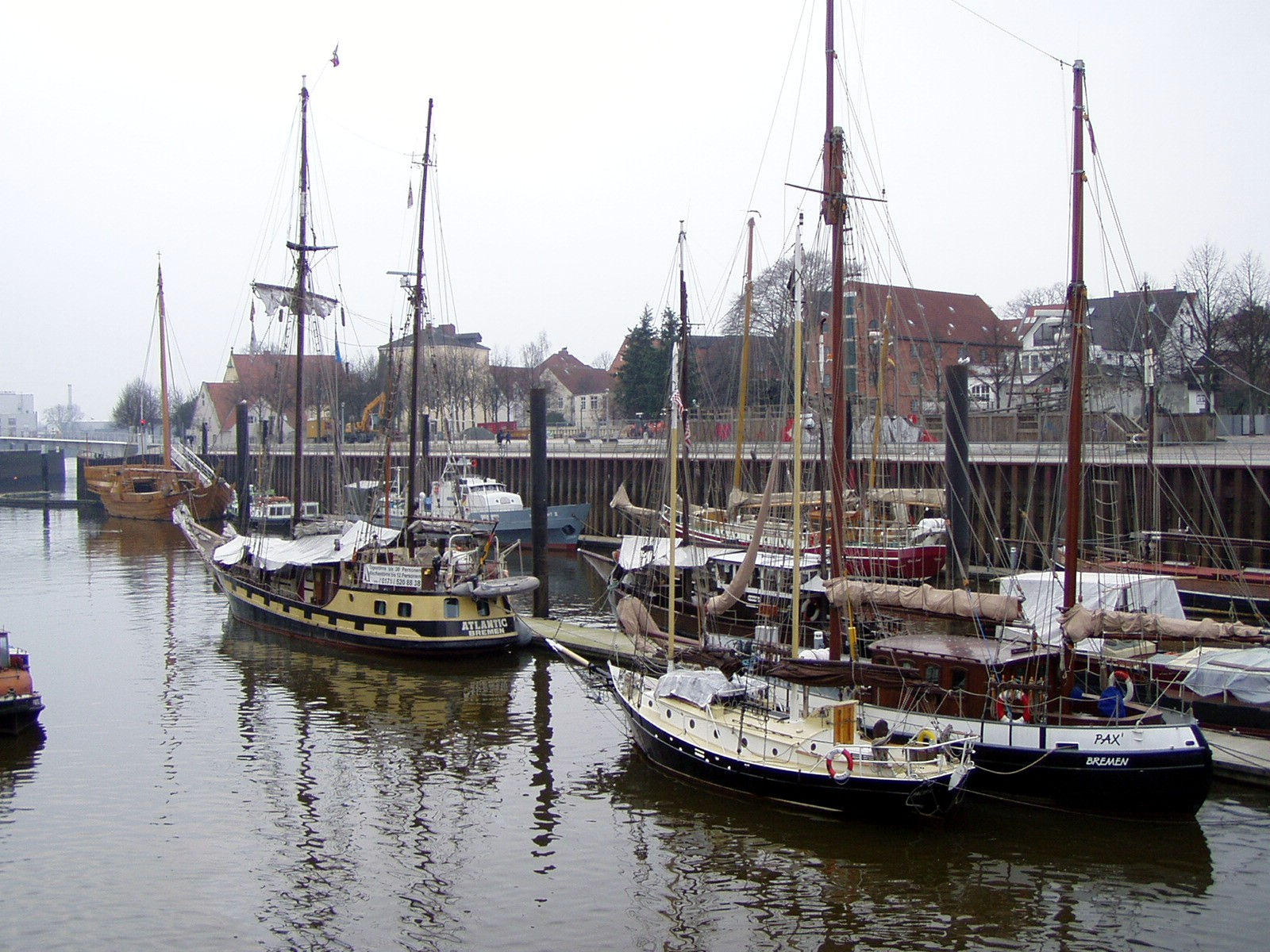
Vegesacker Hafen (2004)

- Vegesacker Hafen, 1618–1623 als erster künstlicher deutscher Hafen angelegt; heute Museumshafen
- Havenhaus, erbaut 1645–1648 als Dienstsitz des Hafenmeisters, 1781/82 umgebaut, jetzt Hotel und Restaurant
- Kitohaus, im 17./18. Jahrhundert errichtetes Packhaus mit Portal um 1740, heute kulturelle Nutzung (Ausstellungen, Konzerte, Theater und Lesungen), Overbeck-Museum mit Sammlung zum Nachlass des Worpsweder Maler-Ehepaares Fritz und Hermine Overbeck
- Evangelische Stadtkirche, klassizistischer Bau von 1819–1821, 1832 umgebaut und erweitert
- Evangelisch-Lutherische Kirche Aumund, neugotischer Backsteinbau von 1876/77
- Weserpromenade mit Stadtgarten
- Weserstraße mit ihren klassizistischen Kapitänshäusern und Villen aus der Gründerzeit

### Grohn

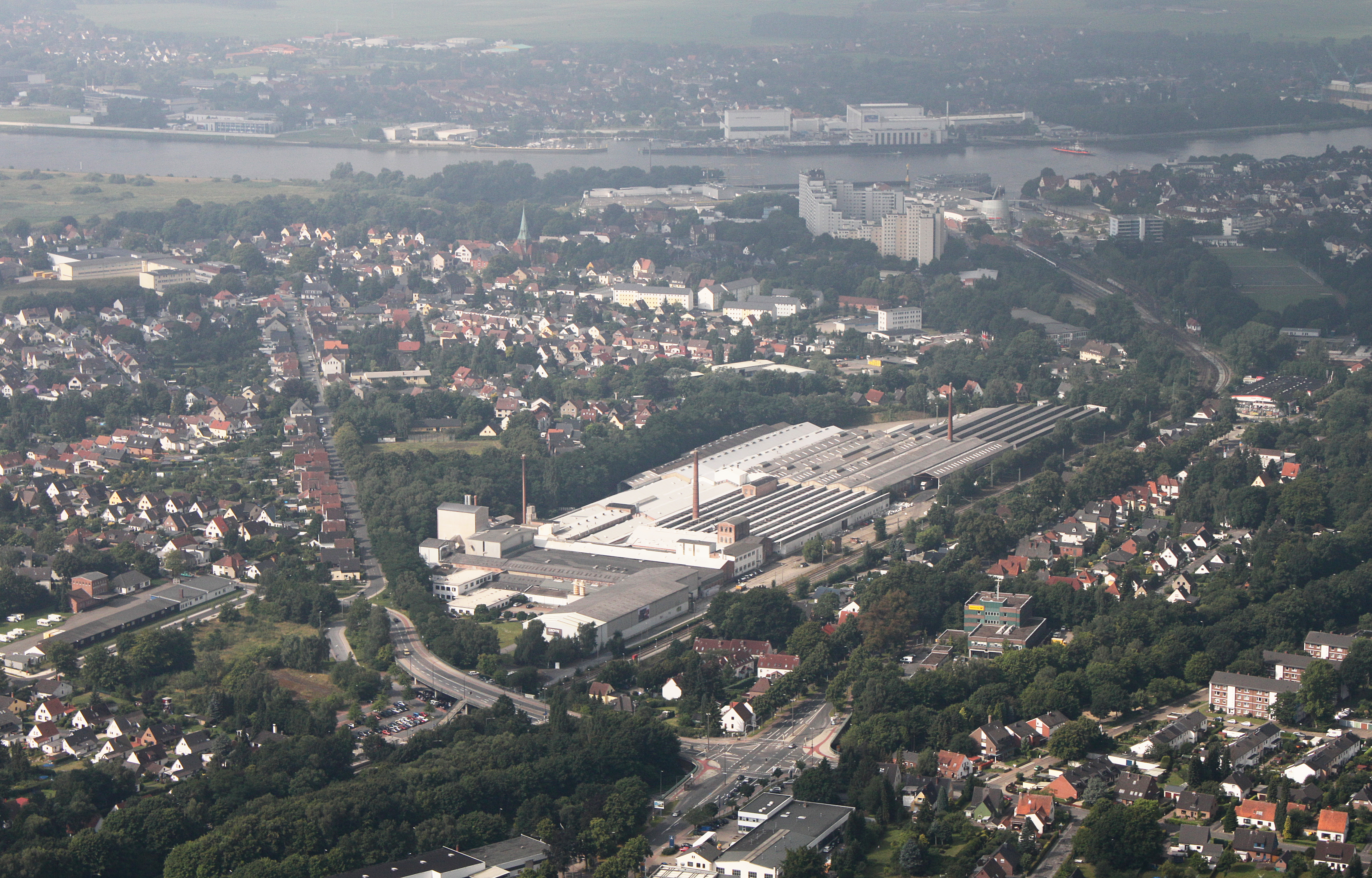
Luftaufnahme von Grohn

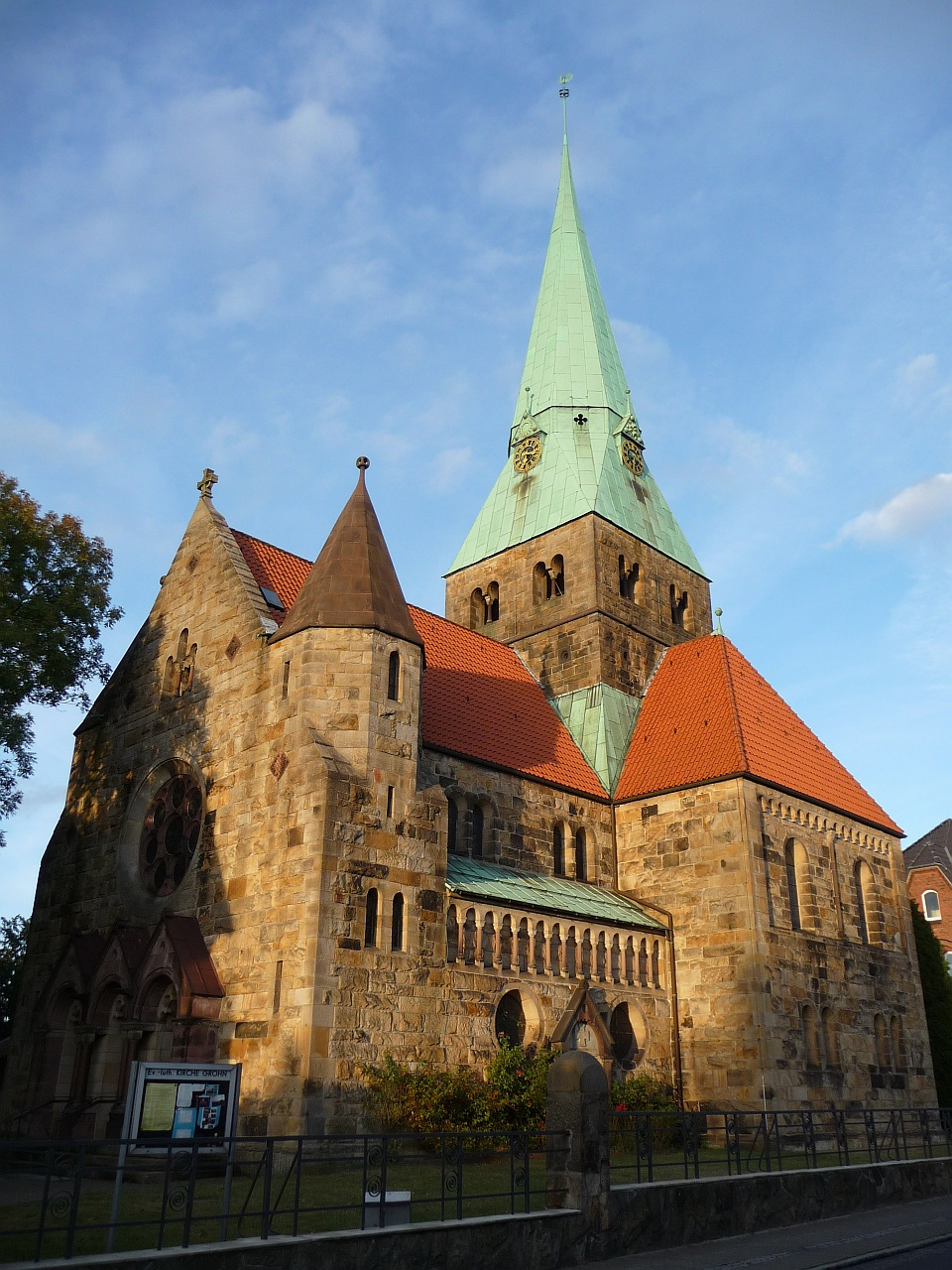
St. Michael in Grohn

Fläche: 2,02 km², 6.854 Einwohner (3.393 Einwohner je km²)
Das ehemalige Fischerdorf Grohn (ursprünglich von „Grohden“ = „künstlich aufgeschwemmtes Land“) liegt an der Lesum und erstreckt sich bis zu deren Einmündung in die Weser. Es gehörte als selbstständige Gemeinde ursprünglich zum Königreich Hannover, das 1866 preußische Provinz wurde. 1939 wurde Grohn nach Bremen eingemeindet und gehört seitdem als Ortsteil zum Ortsamtsbereich Vegesack.
Wichtige Betriebe:
- Norddeutsche Steingut AG, Herstellung keramischer Wand- und Bodenfliesen
- die ehemalige Bremer Tauwerk-Fabrik (BTF), die lokal nicht mehr produziert, aber unter dem Namen „Kleine Wolke“ Badezimmertextilien in die ganze Welt exportiert
- früher Stammsitz der Nehlsen AG (jetzt in Bremen-Oslebshausen), Entsorgungs- und Sicherheitsunternehmen mit Standorten in ganz Deutschland und Beteiligungen im europäischen und afrikanischen Ausland.

Die Grohner Düne ist eine 16-geschossige Großwohnanlage mit 570 Wohnungen, die bis 1973 entstand und stark in der Kritik steht.
In Grohn befindet sich die 1999 gegründete Constructor University, eine private, staatlich anerkannte Hochschule mit internationaler Ausrichtung. Die Lehr- und Forschungssprache ist Englisch. Die Universität ist als einzige private Hochschule Mitglied der Deutschen Forschungsgemeinschaft (DFG). Die Einrichtung nutzt Gelände und Baulichkeiten der vormaligen Roland-Kaserne der Bundeswehr.
Sehenswert sind:
- Evangelisch-lutherische Kirche St. Michael, von 1906 bis 1908 im neuromanischen Stil nach Entwurf des Architekten Karl Mohrmann errichteter Sandsteinbau auf kreuzförmigem Grundriss mit Vierungsturm und Pfarrhaus, die Ausmalung aus der Erbauungszeit ist erhalten
- Barockes Prunktor von 1665 zum Haus Seefahrt; ursprünglich in der Bremer Altstadt, in den 1950er Jahren hierher versetzt
- Lesumsperrwerk von 1971 bis 1974

Hörenswert sind:
- Kinder-, Jugend- und Erwachsenenchöre der Chorwerkstatt St. Michael

### Schönebeck
Fläche: 2,46 km², 5.426 Einwohner (2.206 Einwohner je km²)
Das im Tal der Schönebecker Aue gelegene Wasserschloss Schönebeck wurde 1686 errichtet. Der barocke Fachwerkbau mit massiv erneuerter Südfront von 1705 ist seit 1972 als Heimatmuseum für Vegesack und Umgebung der Öffentlichkeit zugänglich.
Besondere Ausstellungen behandeln die Themen Segel- und Dampfschifffahrt, Heringslogger und Walfänger, die Anfänge der Seenotrettung sowie die Reisen des Vegesacker Afrikaforschers Gerhard Rohlfs. Darüber hinaus wird das Schloss für Konzerte und Sonderausstellungen genutzt.
In unmittelbarer Nähe des Schlosses befinden sich das dazugehörige Verwalterhaus, ein Fachwerkgebäude von 1780, die in den 1980er Jahren hier neu aufgebaute Schlosskate, welche für private Zwecke gemietet werden kann, sowie eine Stauanlage für die ehemalige Wassermühle am Übergang vom Schlossteich zum Geestbach Schönebecker Aue. Damit Fische das Gefälle im Bereich der Stauanlage überwinden können, wurde im Juli 2006 ein separater Umgehungsbach, die sogenannte Fischtreppe, angelegt.

### Aumund-Hammersbeck
Fläche: 3,19 km², 8.335 Einwohner (2.613 Einwohner je km²)
Aumund – an der Mündung der Aue – wurde 1040 als Aunon erwähnt. In Hammersbeck lebten an der Beeke die Landbesitzer Hammer. Die beiden Orte gehörten zur Herrschaft Blumenthal. 1821 gehörte Hammersbeck zum ev. Kirchspiel Blumenthal und Aumund zum Kirchspiel Lesum. Die Alt-Aumunder Kirche stammt von 1877. Aumund und Hammersbeck waren seit dem 19. Jahrhundert Gemeinden zunächst im Amt Blumenthal und seit 1885 im Kreis Blumenthal. Mitgründer der Gemeinde Aumund war Martin Ecks, Vorsteher der Gemeinde Fähr, die 1907 in Aumund aufging. In den 1920er Jahren wurde Hammersbeck nach Aumund eingemeindet. Der Friedhof Aumund stammt von 1928. Die vergrößerte Gemeinde Aumund gehörte seit 1932 zum Landkreis Osterholz und wurde 1939 in die Stadt Bremen eingegliedert. Seit 1946 bilden Aumund und Hammersbeck zusammen einen Ortsteil im Stadtteil Vegesack.
Der Ortsteil war 1751 bis 1761 Standort der Terhellenschen Fayencemanufaktur an der heutigen Uhthoffstrasse (gehört seit 1804 zu Vegesack) und einer Ziegelei, von der einige ehemalige Tongruben zeugen, wovon je eine als Aschedeponie und als Hausmülldeponie wieder verfüllt wurden. Aumund-Hammersbeck wird heute überwiegend geprägt durch Wohnquartiere mit Einfamilienhäusern sowie durch gewerbliche Bereiche mit Autohäusern, produzierendem Gewerbe und einem kleineren Technologiepark.
Eine Naturzone mit dem Naturschutzgebiet Hammersbecker Wiesen, der Beckedorfer Beeke, dem Aumunder Angelteich und mit dem Umland bei Beckedorf und Löhnhorst kennzeichnet den Ortsteil.
Der Bahnanschluss an die Bahnstrecke Bremen-Farge–Bremen-Vegesack ist seit 2008 wieder durch den Bahnhof Bremen-Aumund gegeben. Seit Ende 2011 verkehrt die Linie RS 1 der Regio-S-Bahn Bremen/Niedersachsen von Bremen-Farge über Bremen-Aumund zum Bahnhof Vegesack, außerhalb der Hauptverkehrszeit weiter via Bremen Hauptbahnhof nach Verden (Aller).

### Fähr-Lobbendorf
Fläche: 2,34 km², 10.700 Einwohner (4.573 Einwohner je km²)

#### Fähr
Fähr wurde im 16. Jahrhundert auch Vehr geschrieben. Der Name leitet sich von einer Fähre ab, die in einem kleinen Bauernhafen ihren Ausgangspunkt hatte. Seit dem 16. Jahrhundert wurde Fährgrund besiedelt. 1720 lebten hier 14 Bauern, 1766 wurde von 22 Feuerstellen berichtet und gegen Ende des 16. Jahrhunderts waren es 39 Hausstätten, zumeist Brinksitzer, also Kleinbauern. 1823 konnten 105 und 1858 dann 613 Einwohner registriert werden. Am Ende des 18. Jahrhunderts fand der Fährbetrieb nur noch durch die Vegesacker Fähre statt. 1860 gab es wieder eine Personenfähre nach Lemwerder. Die Einwohnerzahl stieg 1885 auf 1118 und 1900 auf 1522 Einwohner. 1892 entstand die Fährer Schule in der Fröbelstraße. Bis 1908 war Fähr eine selbstständige Gemeinde, die dann an Aumund und 1939 an Bremen angeschlossen wurde.

#### Lobbendorf
Lobbendorf wurde 1139 als Lobbenthorpe, wahrscheinlich nach dem Vornamen Lubbe oder Lobbe eines Bauern, benannt. Im 13. Jahrhundert war hier der Sitz einer Ministerialenfamilie. Grundbesitzer waren das Bremer St.-Paul-Kloster und die Ritter von Marßel und von Aumund. 1823 hatte Lobbendorf nur 20 Einwohner, 1995 waren es 8531. Der Ort kam 1852 zu Aumund, dass zum Amt Lesum gehörte. 1939 wurde Aumund nach Bremen eingemeindet. Als Kirchspiel war Lesum und seit 1873 Alt-Aumund zuständig. 1876 wurde an der Lindenstraße der neue Friedhof Vegesack eröffnet. 1946 wurden die Ortsteile Fähr und Lobbendorf zu einem gemeinsamen Ortsteil.

#### Wirtschaft
Seit 1834 war in Fähr die Werft von Claus Steenken ansässig. Seit 1856 war in Lobbendorf die Werft von Johann Peter Menck und danach die von Frerk Balleer bekannt.

1893 folgte der Bremer Vulkan Schiffbau.
Bis zur Insolvenz und der nachfolgenden Schließung 1997 war die Schiffbau- und Maschinenfabrik Bremer Vulkan größter Arbeitgeber in Bremen-Nord. Auf dem ehemaligen Werftgelände des Bremer Vulkan, das das gesamte Weserufer in Fähr-Lobbendorf einnimmt, befand sich bis 2012 neben diversen anderen neu angesiedelten gewerblichen Betrieben die Qualifizierungswerft Bremer Bootsbau Vegesack GmbH (BBV) mit dem Schaufenster Bootsbau, auf der historische Schiffe auch im Holzbau restauriert und rekonstruiert wurden. Als Abschluss der so genannten maritimen Meile wurde ein 17 Meter hoher Aussichtsturm auf dem Gelände der BBV errichtet, dessen Blickfeld durch ältere Gebäude recht beschränkt blieb.
Seit 2016 beherbergt das ehemalige Vulkan-Verwaltungsgebäude an der Lindenstraße eine Nebenstelle des Bundesamtes für Migration und Flüchtlinge (BAMF), die Erstaufnahmeeinrichtung (EAE) des Landes für die Unterbringung in den ersten Tagen und Wochen, die Zentrale Aufnahmestelle des Landes (ZASt), sowie eine Außenstelle des Gesundheitsamtes.

## Geschichte

### Name

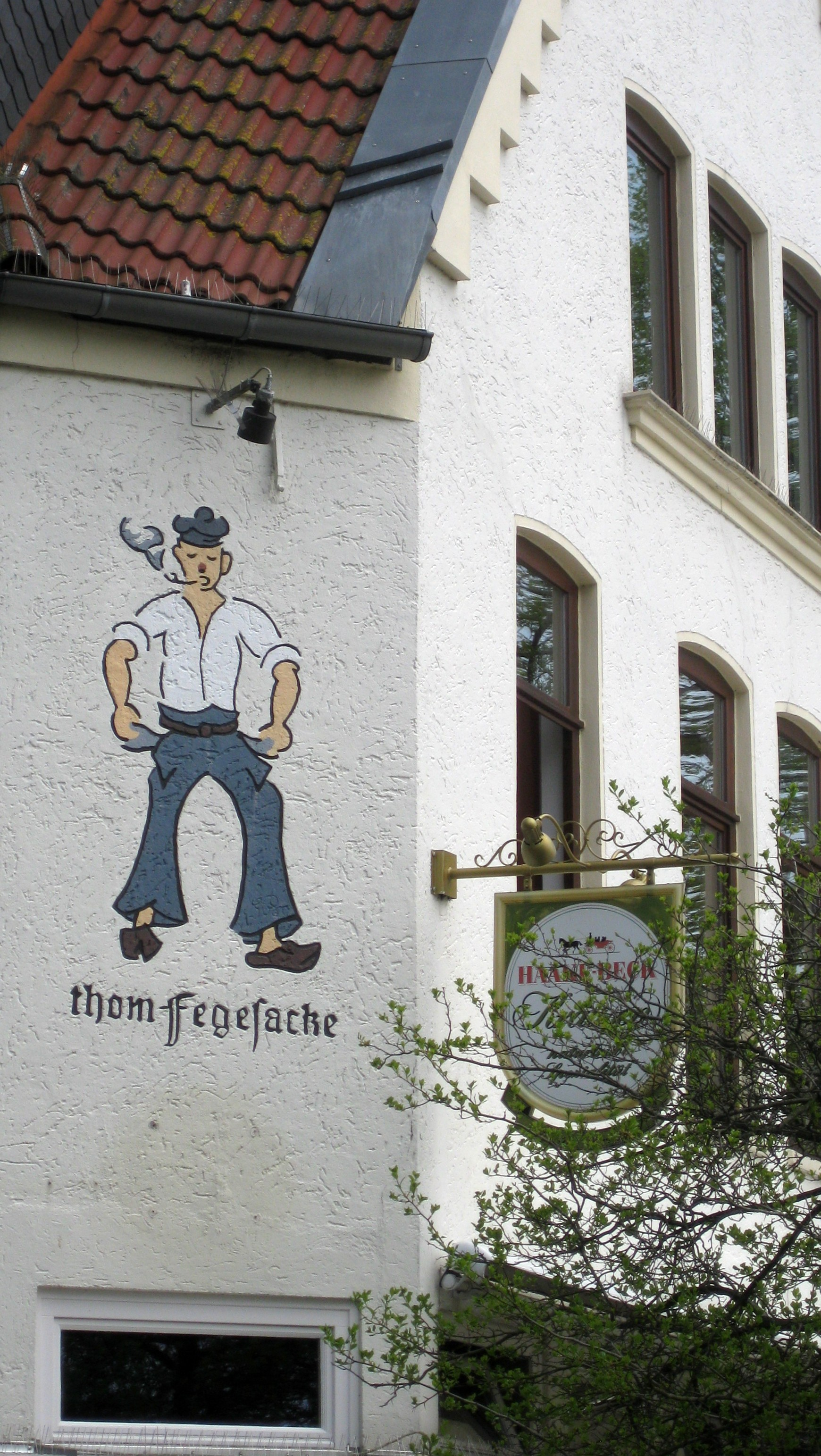
Der Vegesacker Junge mit geleerten Taschen an dem Haus der Gastwirtschaft „Zum Vegesacker Jungen“ (Am Vegesacker Hafen 15)

Vegesack könnte sich ableiten vom Feeg-Sack, also von einer Bucht am Fluss oder von einer Gastwirtschaft, in der die Geldbeutel (Sack) sich leerten (fegen). 1453 wurde der Ort Vegesack ausgehend vom Gasthaus „Thom Fegesacke“ erstmals erwähnt.

Aumund hat seinen Namen von der Mündung der Aue. Es hieß 1040 Aunon, 1139 Oumunde, 1421 Owmunde.

Hammersbeck leitet seinen Namen von den Landbesitzern Hammer ab, die an der Beeke lebten.

Schönebeck bedeutet so viel wie schöne Beeke, schönes Bachtal. Es hieß 1380 Schonenbeke und 1412 Schonebeke. Nachfahren der Ritter von Oumunde nahmen im 15. Jahrhundert den Namen von Schönebeck an.

Borchshöhe hat um 1700 seinen Namen von den Landbesitzern Friedrich von der Borch (Burg) aus dem alten Rittergeschlecht von Gerfridus de Burch (1181). In den Kirchenbüchern erscheint die Bezeichnung 1833.

### Mittelalter bis 1800

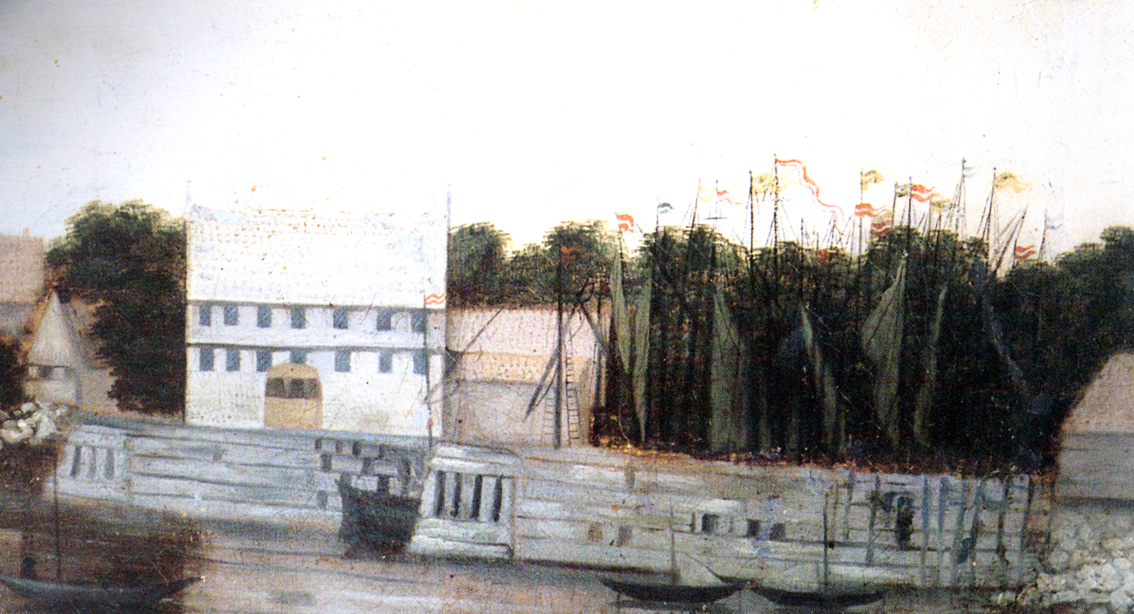
Vegesacker Hafen von 1670 (Ausschnitt eines Gemäldes)

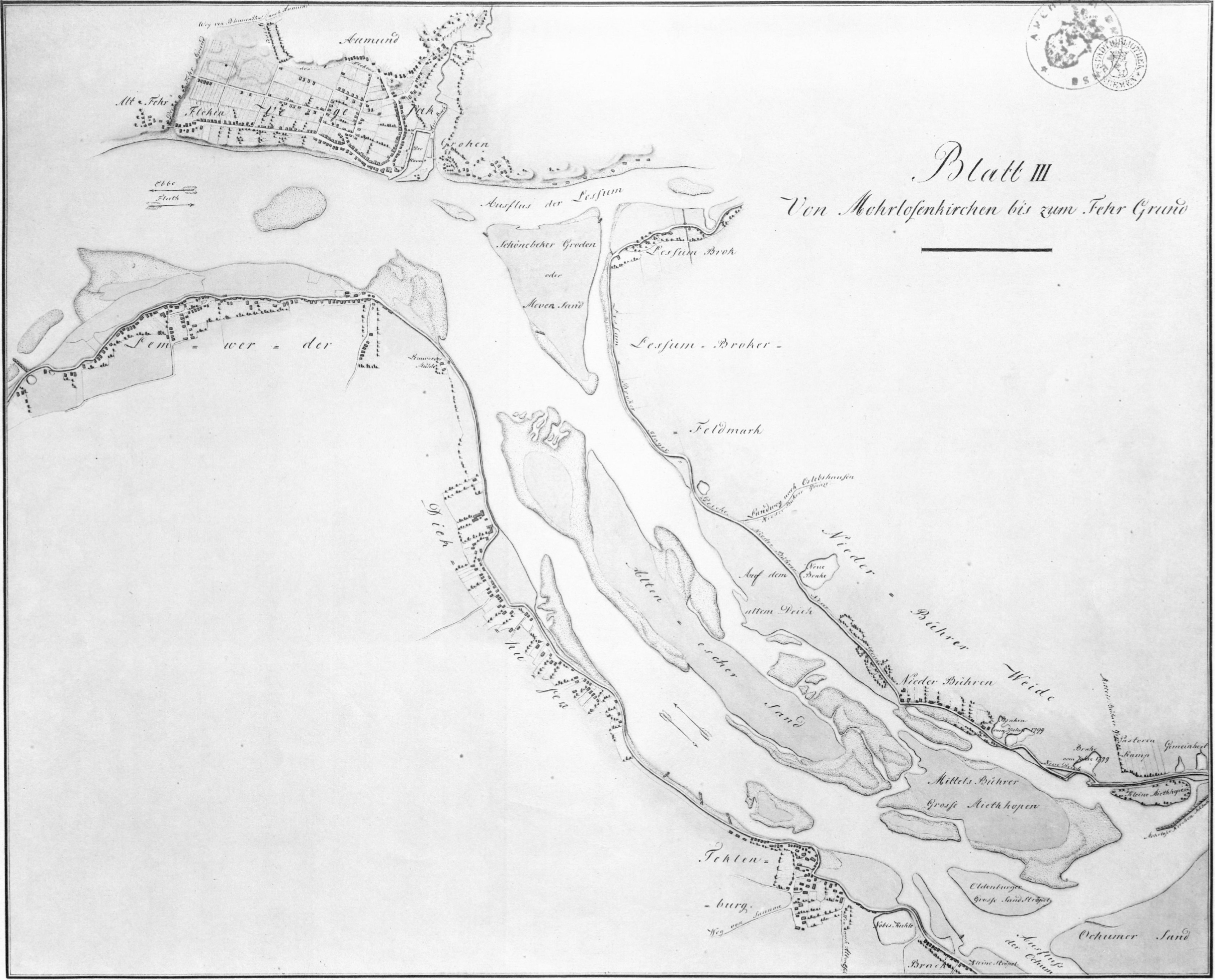
Karte der Weser von 1805

Im 14. Jahrhundert wurde die Weserfähre in Fähr erstmals erwähnt.

Eine Gaststätte für Schiffer entstand am Ende des 16. Jahrhunderts mit einer kleinen Siedlung an der Einmündung der Aue in die Weser – dem Aumunder Tief.
Von 1618 bis 1623 wurde der Vegesacker Hafen nach einer Entscheidung des Bremer Rates als erster künstlicher Flusshafen Deutschlands von den Bremer Kaufleuten und vom Haus Seefahrt gebaut, da die Weser flussaufwärts immer mehr versandete und die großen Handelssegelschiffe aufgrund ihres Tiefganges die Schlachte der Bremer Altstadt nicht mehr anlaufen konnten. 1645 bis 1648 entstand das Havenhaus, der Amtssitz des Vegesacker Hafenmeisters mit einer Gastwirtschaft. Das Dorf hatte zu jener Zeit nur vierzig Haushalte. 1671 übernahm die Stadt Bremen das Hafenbecken.
Im Ersten Bremisch-Schwedischen Krieg 1654 besetzten schwedische Truppen zwischenzeitlich Vegesack, mussten sich aber bei Beendigung der kriegerischen Auseinandersetzung mit Abschluss des Ersten Stader Vergleichs wieder zurückziehen.
Um 1700 entstand Friedrichsdorf, benannt nach Friedrich von der Borch, dem Besitzer des Hauses Schönebeck.
Als Bremen 1741 im Zweiten Stader Vergleich große Teile seines Landbesitzes an das Kurfürstentum Hannover als Preis für die Respektierung seiner Reichsfreiheit abtreten musste, blieben von Vegesack nur Hafenbecken und Havenhaus bremisch. Wegen zunehmender Weserversandung konnten die meisten Handelsschiffe auch Vegesack nicht mehr anlaufen. Der Hafen war bald nur noch Winterlager und Instandsetzungsort für die Schiffe.

### Entwicklung ab 1800
Verwaltungsentwicklung

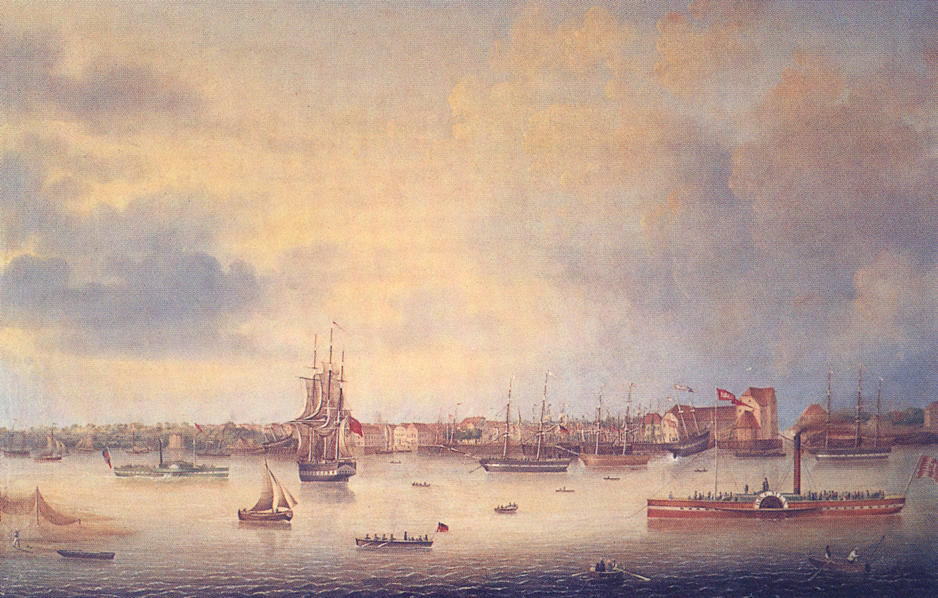
Vegesack 1848

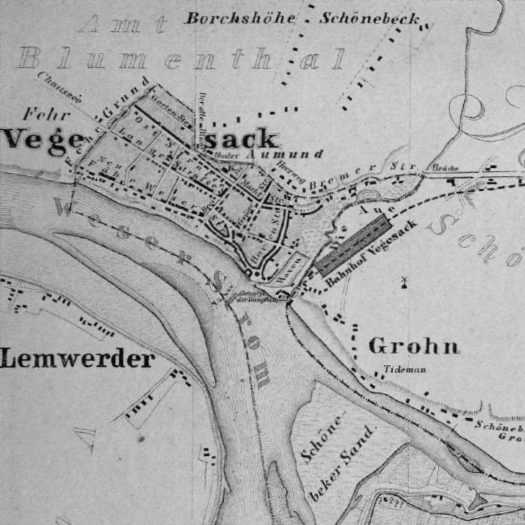
Vegesack 1860

1803 kam mit dem Reichsdeputationshauptschluss die Ortschaft Vegesack zu Bremen.
1811 bis 1814 war Vegesack Sitz des gleichnamigen Kantons des französischen Département des Bouches du Weser.
Von 1816 bis 1938 gehörte Vegesack zur Verwaltungseinheit Amt Vegesack.
Borchshöhe, Reihendorf an der 1828 gebauten Verbindungsstraße Borchshöher Straße, wurde zudem von den heutigen Straßen Zollstraße, Aumunder Weidestraße und Lerchenstraße begrenzt. Weitere Ansiedlungen gab es spätestens 1881 im Bereich Hammersbecker Straße/Gärdesstraße. Die Anwohner waren überwiegend Brinksitzer als Kleinsiedler mit anderen Berufen. Der Ort kam 1853 zum Amt Lesum, 1859 zum Amt Blumenthal, 1885 wieder zu Lesum und 1939 zu Bremen. Bis 1873 war er beim Kirchspiel Lesum, dann bei Aumund.
1852 wurde Vegesack zur Stadt erhoben, 1875 erfolgte der Zollanschluss der bremischen Exklave Vegesack an den Deutschen Zollverein.
Aufgrund der Vierten Verordnung über den Neuaufbau des Reiches vom 28. September 1939 kam ein Teil des preußisch-hannoverschen Landkreises Osterholz zum 1. November 1939 an Bremen. Dabei wurden die bisher selbstständigen preußischen Gemeinden Grohn, Schönebeck, Aumund, Hammersbeck, Fähr und Lobbendorf in die Stadt Bremen eingemeindet.
1946 bildeten diese zusammen mit der ehemaligen Stadt Vegesack den Ortsamtsbereich Bremen-Vegesack.
Schulen
1823 entstand eine evangelisch-unierte Kirchschule. 1827 konnte mit dem Unterricht als Lateinschule an der damals zweiklassigen Volksschule begonnen werden. 1829 entstand das neue Schulhaus an der Ecke Breite Straße und Oststraße (heute Kirchheide). Aus der Kirchschule entwickelte sich um 1858 eine Höhere Bürgerschule mit vier bis fünf Klassen. 1863 erfolgte die Trennung der Volksschule von der Bürgerschule.
1869 erfolgten die Gründung der Realschule II. Ordnung. Damit hatte Vegesack seine erste höhere Schule. Daraus wurde 1882 das Realgymnasium zu Vegesack, 1938 benannt als Gerhard-Rohlfs-Schule, Oberschule für Jungen nach 1945 Gerhard-Rohlfs-Schule, ab 1957 Gerhard-Rohlfs-Gymnasium, ab 1977 Gerhard-Rohlfs-Schulzentrum und ab 2010 Gerhard-Rohlfs-Oberschule.

1976/77 entstand das Schulzentrum des Sekundarbereichs II an der Kerschensteinerstraße mit einem Gymnasium und mit der Beruflichen Schule für Metall und Elektrotechnik. 1993 wurde daraus das heutige Gymnasium Vegesack.
1865 wurde eine private Höhere Töchterschule gegründet und bereits 1901 als Städtische Höhere Mädchenschule Vegesack, später Städtisches Lyzeum Vegesack, von Bremen übernommen; das war die erste staatliche Höhere Mädchenschule im Land Bremen. 1907 wurde die erste Schülerin als Hospitantin in die Oberklassen des Realgymnasiums zu Vegesack aufgenommen; es folgten Weitere. Erst 1956 erfolgte die Einführung der Koedukation, die gemeinsame Bildung von Jungen und Mädchen.
In Vegesack gab es seit 1900 die Gewerbliche Fortbildungsschule, die 1901/02 rund 170 Schüler besuchten. 1909 wurde in Vegesack der Pflichtbesuch für die berufliche Fortbildung angeordnet. 1934 bestand die Handelsschule in Vegesack.
→ Siehe auch Bremer Schulwesen sowie beim Absatz Bildung.

### Vegesacks Seefahrtsgeschichte
Vegesack ist seit rund 400 Jahren von Schifffahrt und Schiffbau, Fischfang und Fischverarbeitung geprägt:
- 1619–1623 wurde der erste künstliche Flusshafen Deutschlands in Vegesack angelegt.
- Von hier aus stachen seit dem 17. Jahrhundert die Walfänger in Richtung Grönland in See.
- Am 30. Dezember 1816 wurde in Grohn auf der Werft von Johann Lange das erste in Deutschland gebaute und funktionstüchtige Dampfschiff, Die Weser, vom Stapel gelassen.
- Die Gründung Bremerhavens 1827/30 verstärkte die schon vorher begonnene Konzentration Vegesacks auf Walfang, Fischfang und Schiffbau.
- 1830 bis 1869 bestand in Vegesack eine Steuermannsschule und 1878 bis 1904 eine preußische Navigationsvorschule in Grohn.
- Auf Initiative des Navigationslehrers Adolph Bermpohl wurde 1863 der Bremische Verein zur Rettung Schiffbrüchiger, der Vorläufer der Deutschen Gesellschaft zur Rettung Schiffbrüchiger (DGzRS) gegründet.
- 1895 wurde in Vegesack die Bremen-Vegesacker Fischerei-Gesellschaft gegründet.
- Anfang des 20. Jahrhunderts war Vegesack der Heimathafen der größten Heringslogger-Flotte in Europa.
- Bis 1997 war die 1893 gegründete Großwerft Bremer Vulkan Hauptarbeitgeber der Region.

### Einwohnerentwicklung
| Bremische Exklave und Landkreis Blumenthal | 1812  | 1821 1823 | 1855 1858 | 1875  | 1883 1885 | 1890  | 1895  | 1900  | 1905  | 1910             | 1925             | 1933             | 1939   |
| ------------------------------------------ | ----- | --------- | --------- | ----- | --------- | ----- | ----- | ----- | ----- | ---------------- | ---------------- | ---------------- | ------ |
| Flecken/Stadt Vegesack                     | 1.379 | 1.816     | 3.793     | 3.789 | 3.811     | 3.918 | 3.791 | 3.920 | 4.133 | 4.365            | 4.360            | 4.451            | 5.096  |
| Gemeinde Aumund                            | 340   |           |           |       | 1.716     |       |       |       | 6.154 | 6.787            | 9.120            | 10.495           | 11.692 |
| Gemeinde Vor-Aumund                        |       |           |           |       |           |       | 135   |       |       | (1908 zu Aumund) | (1908 zu Aumund) | (1908 zu Aumund) | 11.692 |
| Gemeinde Fähr                              |       | 105       | 613       |       | 1.118     |       | 1.117 | 1.522 |       | (1908 zu Aumund) | (1908 zu Aumund) | (1908 zu Aumund) | 11.692 |
| Gemeinde Borchshöhe                        |       |           | 158       |       |           |       | 197   |       |       | (1908 zu Aumund) | (1908 zu Aumund) | (1908 zu Aumund) | 11.692 |
| Gemeinde Hammersbeck                       |       | 133       | 384       |       | 453       |       |       |       | 1.480 |                  |                  |                  | 11.692 |
| Gemeinde Grohn                             |       | 482       | 1.480     |       |           |       |       | 2.345 | 3.828 | 4.562            | 4.727            | 5.080            | 5.999  |
| Gemeinde Schönebeck                        | 274   |           | 380       |       | 409       |       |       |       | 694   | 1.111            | 1.289            | 1.458            | 2.070  |

| Bremer Orts-/Stadtteil | 1939   | 1950   | 1961   | 1975   | 1995   | 2007   | 2014   |
| ---------------------- | ------ | ------ | ------ | ------ | ------ | ------ | ------ |
| Vegesack               | 5.096  |        | 4.789  | 6.047  | 6.516  | 6.571  | 6.547  |
| Aumund-Hammersbeck     | 11.692 |        | 11.388 | 9.362  | 8.253  | 7.878  | 7.422  |
| Fähr-Lobbendorf        | 11.692 |        | 9.273  | 10.099 | 8.534  | 8.075  | 8.031  |
| Grohn                  | 5.999  |        | 6.509  | 6.393  | 5.882  | 6.281  | 5.775  |
| Schönebeck             | 2.070  |        | 3.220  | 5.721  | 5.928  | 5.403  | 5.223  |
| Stadtteil Vegesack     | 24.857 | 31.664 | 35.197 | 37.621 | 35.113 | 34.208 | 32.998 |

## Politik und Verwaltung

### Beirat
Der Beirat Vegesack tagt regelmäßig und in der Regel öffentlich im Ortsamt oder in anderen Einrichtungen wie z. B. Schulen. Der Beirat setzt sich aus den auf Stadtteilebene gewählten Vertretern der politischen Parteien oder Einzelkandidaten zusammen. Die Beiratswahlen finden alle vier Jahre statt, zeitgleich mit den Wahlen zur Bremischen Bürgerschaft. Der Beirat diskutiert über alle Belange des Stadtteils, die von öffentlichem Interesse sind, und fasst hierzu Beschlüsse, die an die Verwaltung, die Landesregierung und die Stadtbürgerschaft weitergeleitet werden. Für seine Arbeit bildet er Fachausschüsse. Dem Beirat stehen für stadtteilbezogene Maßnahmen eigene Haushaltsmittel zur Verfügung.

### Ortsamt
Das Ortsamt Vegesack ist seit 1946 eine örtliche Verwaltungsbehörde. Es unterstützt den Beirat bei seiner politischen Arbeit. Es soll bei allen örtlichen Aufgaben, die von öffentlichem Interesse sind, mitwirken. Es wird von einem vom Beirat vorgeschlagenen und vom Senat bestätigten Ortsamtsleiter geführt.

Ortsamtsleiter war ab 2008 Heiko Dornstedt; Ende September 2023 wurde er in den Ruhestand verabschiedet. Sein Nachfolger ist Gunnar Sgolik.

### Wappen

Das Wappen von Vegesack

Das bremische Amt Vegesack führte bis 1850 nur den Bremer Schlüssel im Siegel. Das Wappen wurde, nachdem Vegesack 1851 Stadtrechte und 1879 eine Kommunalverfassung erhielt, im Jahr 1880 von der Stadt angenommen und 1882 vom Bremer Senat als Aufsichtsinstanz genehmigt. Vegesack führte das Wappen bis zu seiner Eingemeindung nach Bremen am 1. November 1939.
Blasonierung: „Schräggeteilt von Silber (Weiß) und Rot, oben ein rotes Tatzenkreuz und unten ein schräg aufgerichteter, mit dem Bart linkshin gewendeter silberner (weißer) Schlüssel in gotischer Form.“
Das rote Tatzenkreuz ist das sogenannte Hanseatenkreuz, eine ursprünglich für die hanseatischen Teilnehmer der Befreiungskriege gestiftete Auszeichnung, die in Bremen noch im Ersten Weltkrieg verliehen wurde. Der Bremer Schlüssel ist das Symbol des heiligen Petrus, des Patrons des Bistums und der Stadt Bremen.

## Kultur und Sehenswürdigkeiten

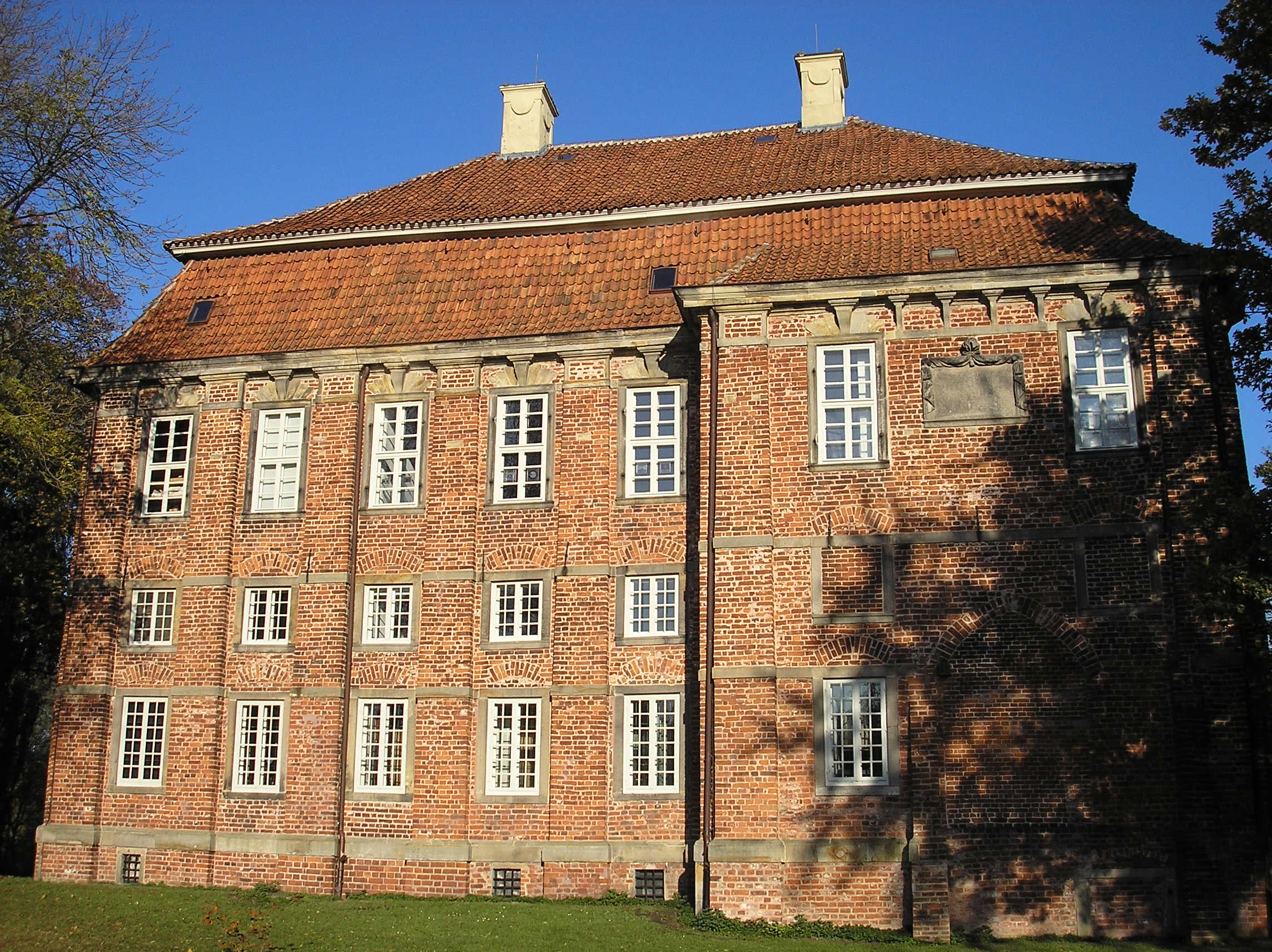
Schloss Schönebeck

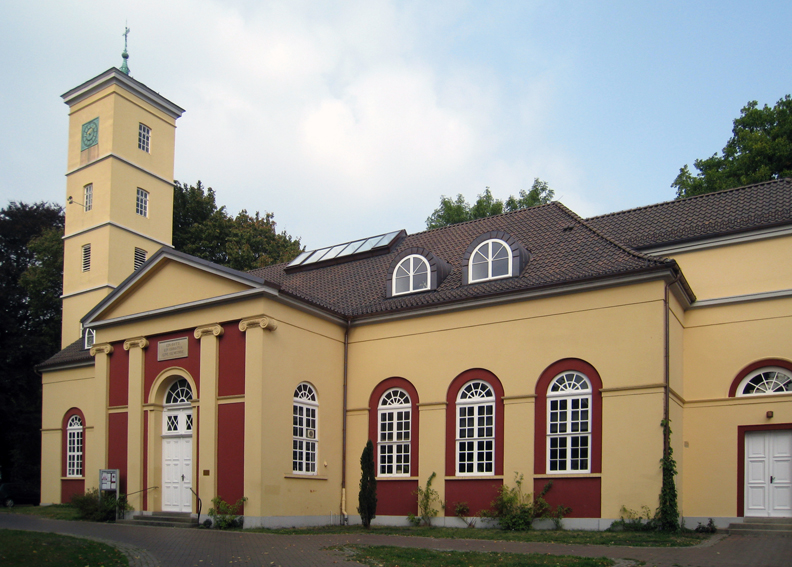
Stadtkirche Vegesack

### Bauwerke, Stadtbild
- Das Fährquartier in Vegesack entwickelte die Bremische Gesellschaft 1980–1985 nach Plänen der Architekten Werner Glade, Groll, Haering, Gerhard Müller-Menckens, Pahlke, Röttger, Schmidt, Schulze und Schumacher.[27]
- Vegesacker Hafen mit Havenhaus, Speichern, Packhäusern, Brunnensäule, bronzenem Wal-Kiefer, Traditionsschiffen wie der Vegesack, der Franzius und dem Löschboot 1[28]
- Fußgängerzone Gerhard-Rohlfs-Straße mit verschiedenen Denkmalen: Wal, Schneckenmann, Netzeflicker, Eingewachsene Zeit, Ausrufer, Frauenskulptur und Relief zur Geschichte
- Kapitänshäuser aus dem 19. Jahrhundert, vor allem die Kapitänshäuser Vegesack, Weserstraße 22 bis 32 und an der Straße Wilmannsberg
- Villen an der Weserstraße: Villa Schröder, Villa Bischoff, Villa Steinbrügge, Villa Fritze, Ulrichsvilla und Haus Buermeyer
- Wasserturm Vegesack an der Bermpohlstraße von 1892
- Stadtgarten Vegesack mit der Weserpromenade und dem 1927 im Stil des Neuen Bauens errichteten Boots- und Vereinshaus von Ernst Becker-Sassenhof sowie der Skulptur Wal-Schwanzflosse
- Barockes Prunktor, 1665 für das alte Haus Seefahrt in Bremen von Jacob Bilefeldt geschaffen
- Das neue Haus Seefahrt in Grohn wurde als drittes Domizil 1950–1951 nach Plänen von Wilhelm Wortmann und Erik Schott erbaut.[29]
- Barockes Wasserschloss Schönebeck, Fachwerkbau von 1686, Südfassade erneuert 1705; mit Verwalterhaus (Administratorenhaus), Fachwerkgebäude von 1780
- Landgut Lamotte mit Villa und Hofmeierhaus in Schönebeck, Am Gütpohl 9/11, erbaut 1911–1912 nach Entwurf der Bremer Architekten Friedrich Wellermann und Paul Frölich
- Lesumsperrwerk an der Lesum, erbaut 1971–1974
- Klassizistische evangelische Stadtkirche Vegesack, Kirchheide, erbaut 1819–1821 nach Plänen von Friedrich Wendt und Gerhard Toelcken, Umbau und Erweiterung 1832/1833 nach Plänen von Jacob Ephraim Polzin, Ausführung durch Johann Friedrich Kimm
- Evangelisch-lutherische Kirche Alt-Aumund, neugotischer Backsteinbau, errichtet 1876–1877 von Ludwig Wege
- Gedenktafel 1978 von Ulrich Conrad gestaltet zur Erinnerung an die ehemals benachbarte Vegesacker Synagoge, die beim Novemberpogrom 1938 von SA-Männern zerstört wurde[30]
- Neuromanische evangelisch-lutherische Kirche St. Michael in Grohn, erbaut 1906–1908 nach Entwurf von Karl Mohrmann
- Kulturbunker Vulkan, erbaut 1943–1944, nach 1997 als Veranstaltungszentrum für die Musikszene in Bremen-Nord genutzt
- Großwohnanlage Grohner Düne, erbaut 1969–1973, treppenartig hochgestaffelt bis auf 16 Geschosse, mit 570 Wohnungen, steht auch nach Sanierungen in der Kritik[31]
- Alfried Krupp-College der Constructor University, erbaut 2002 nach Entwurf von Böge Lindner K2 Architekten[32]
- Wohnheim College Nordmetall der Constructor University, erbaut 2009 von Böge Lindner K2 Architekten[33]
- Schaufenster Bootsbau am westlichen Endpunkt der maritimen Meile, erbaut 2009 nach Plänen von Rainer Ottinger und Thomas Möhlendick (Braunschweig)[34]
- In der Tiefgarage am Sedanplatz befindet sich die ehemalige Zivilschutz-Mehrzweckanlage Sedanplatz, die der einzige Atom-Schutzraum in Bremen-Nord war.

Weitere Kirchen sind im Abschnitt Öffentliche Bauten unter Kirchen zu finden.

### Denkmale, Kunst
- Gerhard-Rohlfs-Denkmal aus Bronze im Fährgrund von 1961 vom Bildhauer Paul Halbhuber.
- Wal in Vegesack aus Bronze in der Gerhard-Rohlfs-Straße von 1980 vom Bildhauer Uwe Häßler.
- Vegesacker Wal-Kiefer aus Bronze am Vegesacker Hafen von 1980 von der Bildhauerin Christa Baumgärtel.
- Vegesacker Wal-Schwanzflosse in Bronze auf der Weserpromenade von 1995 von Uwe Häßler.
- Denkmal für den unbekannten Deserteur im Gustav-Heinemann-Bürgerhaus erinnert an die 30.000 im Zweiten Weltkrieg von den Nazis hingerichteten Kriegsdienstverweigerer.
- Marktbrunnen Entfaltung in der Reeder-Bischoff-Straße von 1979; Bronzeskulptur von Bernd Altenstein am Kleinen Markt bzw. Botschafter-Duckwitz-Platz.
- Homfeldbrunnen auf dem Grohner Markt von 1991 von Claus Homfeld
- Vegesacker Junge aus Bronze am Vegesacker Hafen von 2022 von Thomas Recker

### Museen
- Im Wasserschloss Schönebeck befindet sich das Heimatmuseum, Träger: Heimat- und Museumsverein für Vegesack und Umgebung.
- Im Kito-Haus ist unter anderem das Overbeck-Museum untergebracht, in denen Bilder des Worpsweder Künstlerehepaares gezeigt und Sonderausstellungen abgehalten werden.
- Im historischen Speicher der Langeschen Werft auf dem Haven Höövt Vegesack befindet sich das Vegesacker Geschichtenhaus und zuvor 2011 bis 2015 das Spicarium, eine interaktive Ausstellung über Schiffbau und Schifffahrt, Marine Bionik und Yachtdesign.

### Theater
Eine erste Theateraufführung in Vegesack ist für 1810 nachweisbar. Regelmäßig gastierten daraufhin Wandertheatergruppen im Ort und es gab wiederholt Versuche von Gastwirten eine dauerhafte Theaterbühne in Vegesack zu etablieren. Mit der Gründung einer Theatervereinigung 1921 fand diese einen Träger, mit der das bis 1958 existierende Stadttheater in den Tonhallen (Gerhard-Rohlfs-Str. 67) unterstützt werden konnte. Gezeigt wurden seit 1921 meistens Gastspiele der Theater in Bremen, Bremerhaven und Oldenburg. Das heutige Statt-Theater-Vegesack führt seit 1989 als semi-professionelle freie Theatergruppe sowohl klassische Stücke als auch Eigenproduktionen vorwiegend im Bürgerhaus Vegesack auf.

### Musik
- Das KITO in einem alten Packhaus ist ein Kultur- und Veranstaltungszentrum. Geboten werden Konzerte aus den Bereichen Jazz, Blues, Folk, Chanson, Singer/Songwriter und Klassik sowie Comedy bzw. Kabarett oder kabarettistisches Theater.
- Das Veranstaltungszentrum „Kulturbahnhof Vegesack“ (kurz: KuBa) im ehemaligen Güterabfertigungsgebäude des Vegesacker Bahnhofs. Neben verschiedenen kulturellen Veranstaltungen finden hier in unregelmäßigen Abständen Partys verschiedener musikalischer Richtungen statt.

### Parks, Grünanlagen

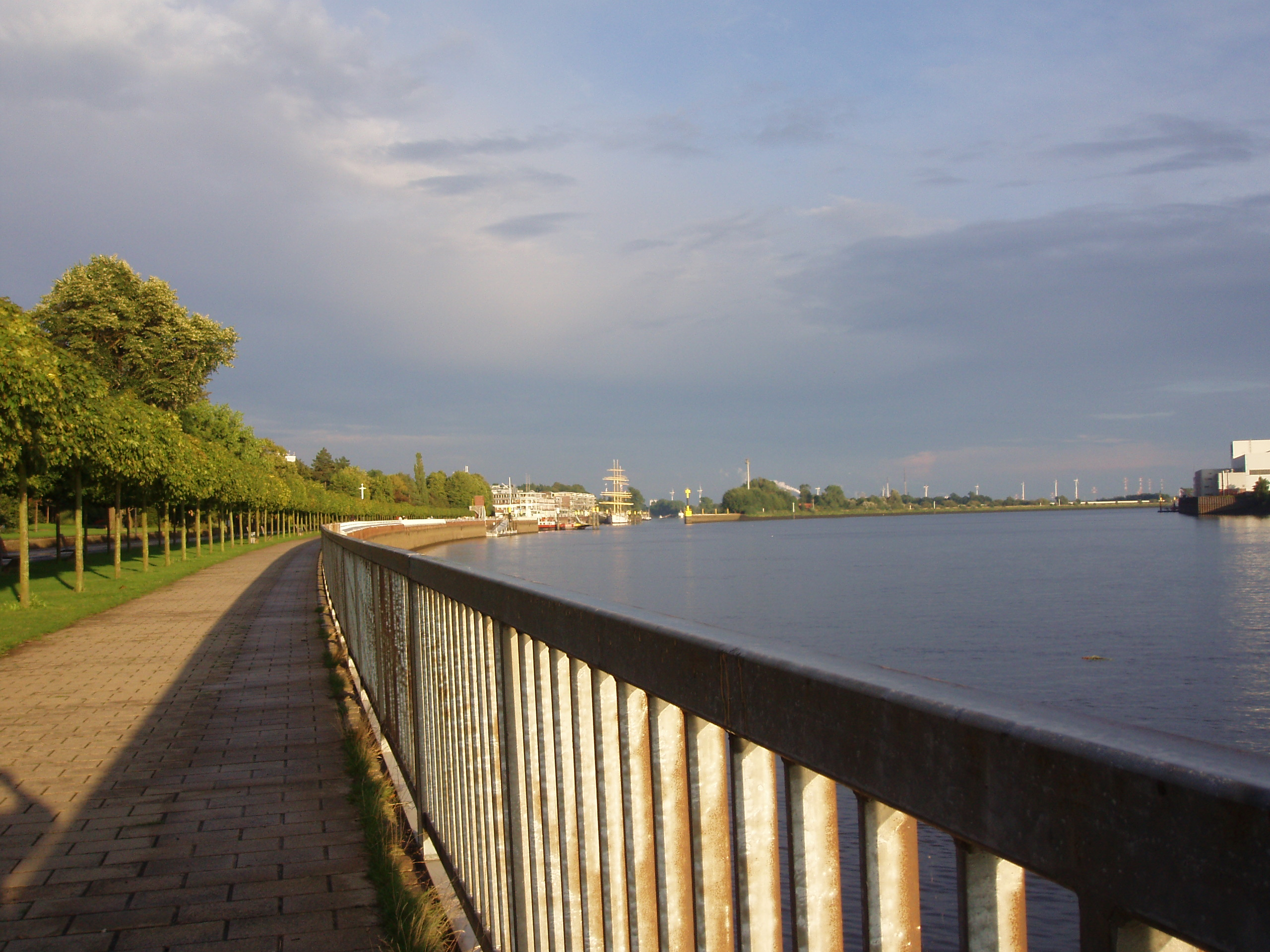
Die Weserpromenade, im Hintergrund der Dreimaster Schulschiff Deutschland

- Der gut zwei Hektar große Stadtgarten Vegesack erstreckt sich entlang der Weserpromenade zwischen der Weserfähre und der Gläsernen Werft. Am Fuß der Steilhänge finden sich viele fremdländische Bäume, ein Staudengarten und ein Rosenhang, weiter oben sind Stadtvillen und Kapitänshäuser zu sehen. Von der Weserpromenade und den Aussichtspunkten aus lassen sich der Weserbogen, die Werften und der Schiffsverkehr überblicken.
- Die Umgebung des im Tal der Schönebecker Aue gelegenen Schlosses Schönebeck im Ortsteil Schönebeck ist parkähnlich geprägt.
- Das Naturschutzgebiet NSG Hammersbecker Wiesen liegt an der Beckedorfer Beeke.
- Wätjens Park liegt zu etwa einem Drittel auf dem Gebiet des Ortsteils Fähr-Lobbendorf, ansonsten in Blumenthal.
- Park um das Landgut Lamotte mit der Ökologiestation Bremen
- Friedhof Neu-Aumund von 1928
- Friedhof Alt-Aumund von 1928
- Friedhof Vegesack von 1876

### Regelmäßige Veranstaltungen

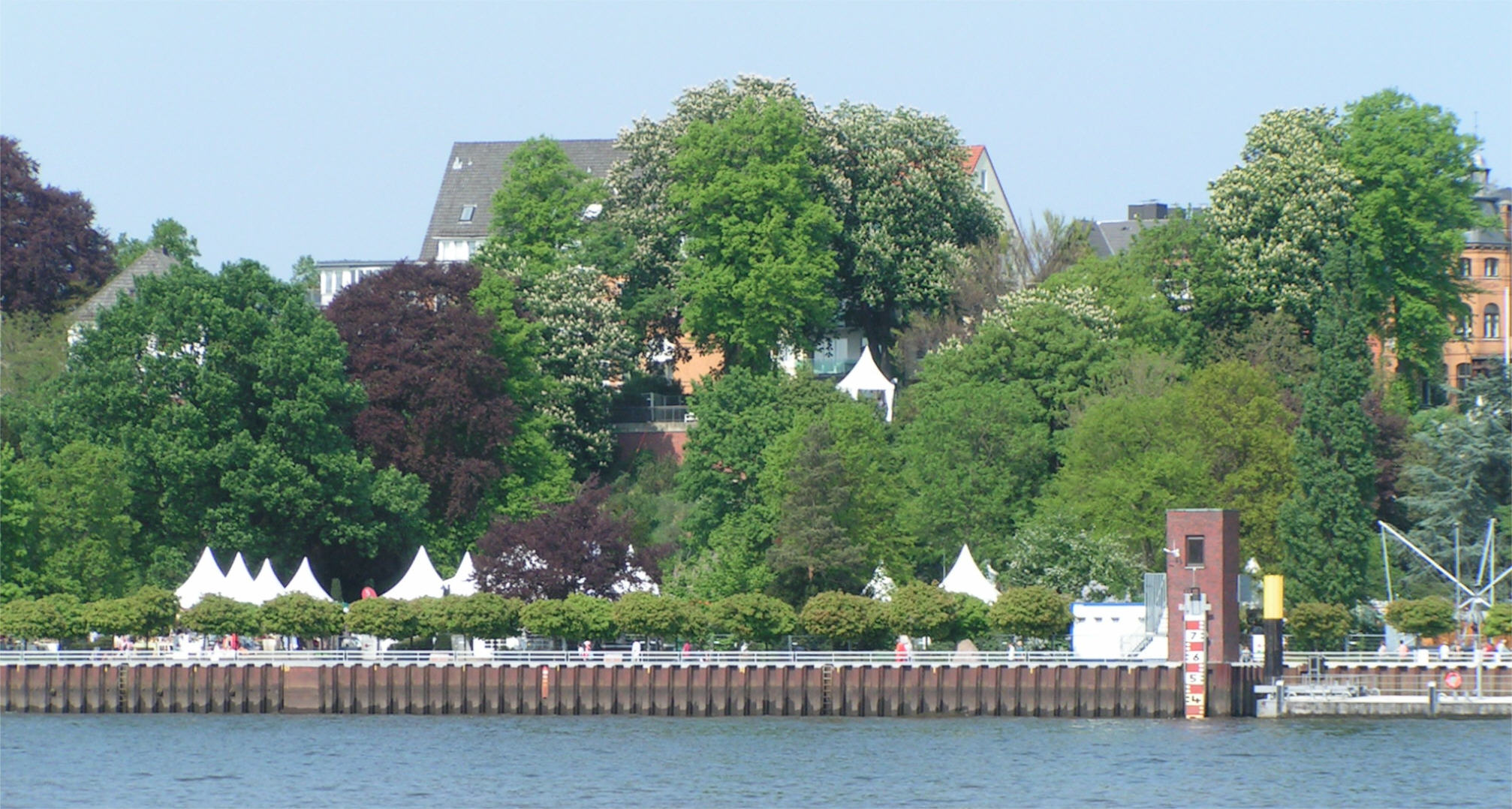
Stadtgarten während der Landpartie „Die Welt der schönen Dinge“

- Im Mai wird alljährlich im Stadtgarten die Landpartie „Die Welt der schönen Dinge“ (auch „Maison et jardin“ genannt) aufgebaut.
- Das dreitägige Vegesacker Hafenfest findet alljährlich am ersten Wochenende im Juni statt und ist mit rund 200.000 Besuchern, Livemusik, Shanty-Chören, maritimen Attraktionen, einem vielseitigen Begleitprogramm sowie als Treffpunkt vieler großer und kleiner Schiffe die mit Abstand größte Open-Air-Veranstaltung in Bremen-Nord.
- Das Festival Maritim (Anfang August) bietet entlang des Stadtgartens maritime Livemusik aus vielen Ländern, Shantychöre und Kleinkunst sowie ein Begleitprogramm, unter anderem mit Open-Air-Kino, Kutterpullen und Kindertheater.
- Anfang September findet jährlich der Vegesacker Markt auf dem Aumunder Marktplatz und dem Vegesacker Sedanplatz mit der verbindenden Georg-Gleistein-Straße statt, ein Volksfest mit vielen Fahrgeschäften, Los- und Schießbuden. Im Jahre 2008 wurde der Markt zum 200. Mal durchgeführt. Der Markt wird vom Vegesacker Jungen eröffnet, einer Symbolfigur für einen Seemann, dem früher in den Vegesacker Hafenkneipen die „Taschen“ geleert worden seien. Diese Symbolfigur wird alle drei Jahre gewählt. Vor der Eröffnung findet der Festumzug quer durch Vegesack statt. Am letzten Tag wird der Markt symbolisch beendet, indem er in Gestalt einer Strohpuppe, der Marktgesche, in der Weser versenkt wird.
- Loggermarkt
- Vegefest

## Öffentliche Einrichtungen

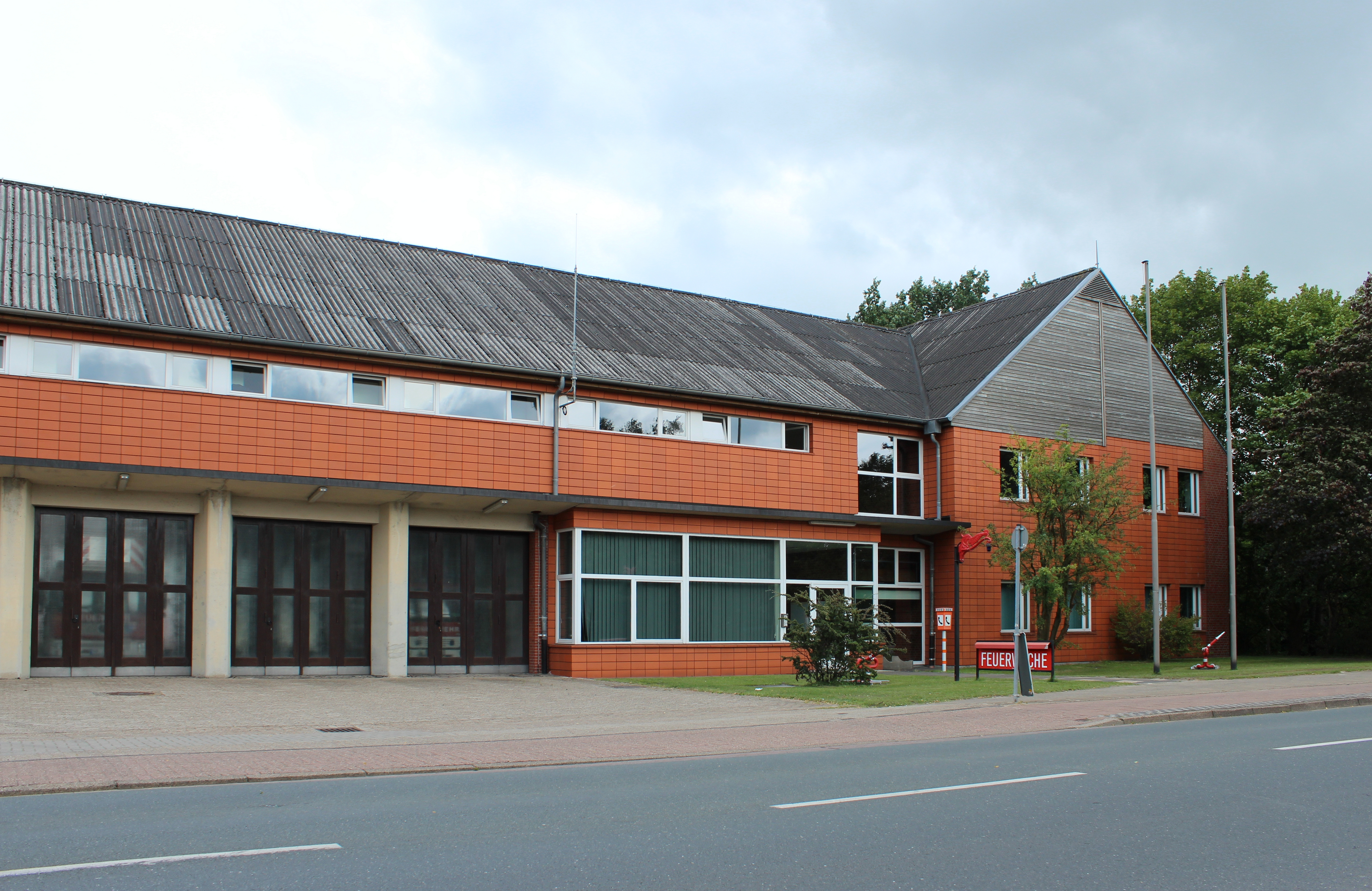
Feuerwache 6

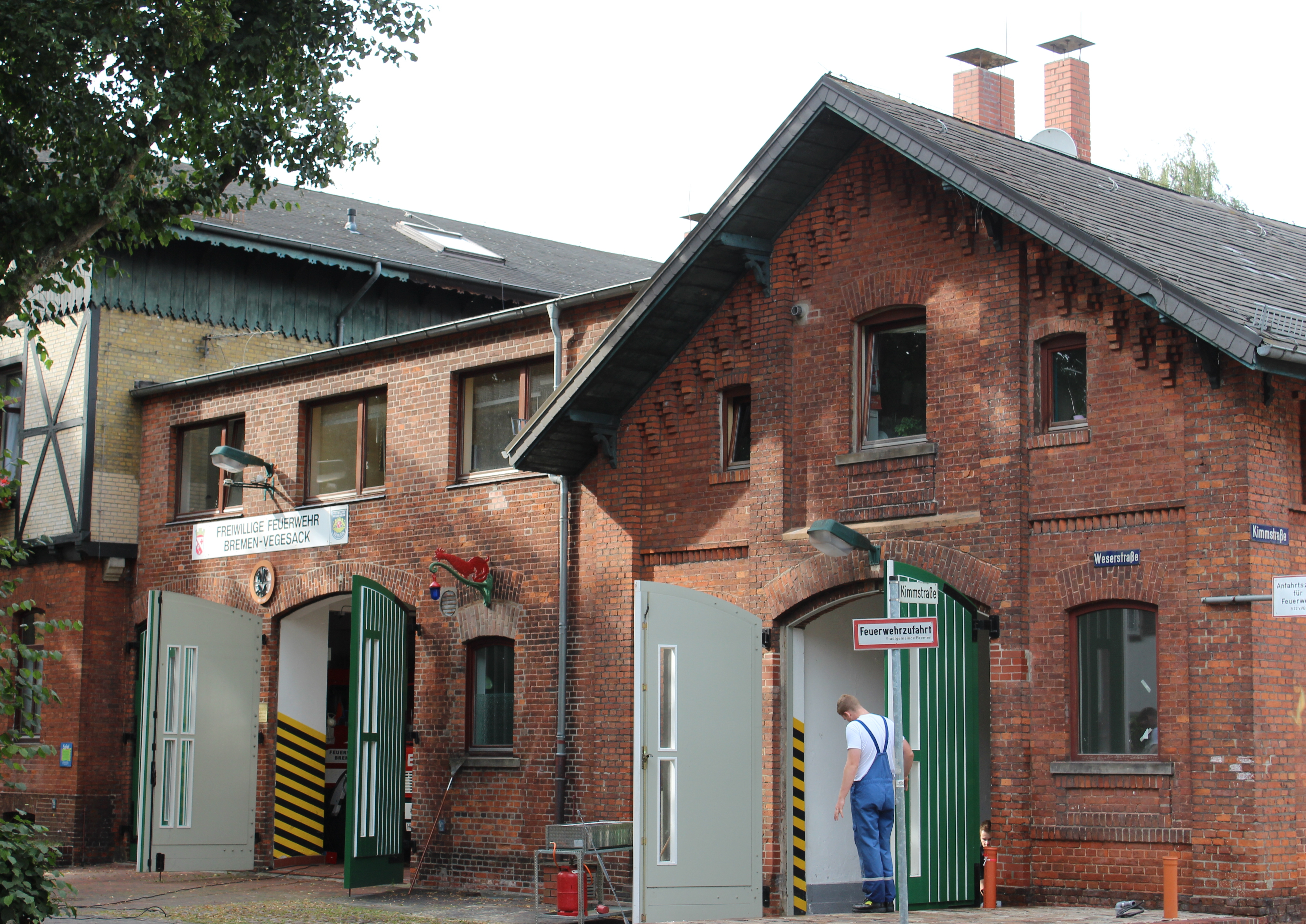
Freiwillige Feuerwehr Vegesack

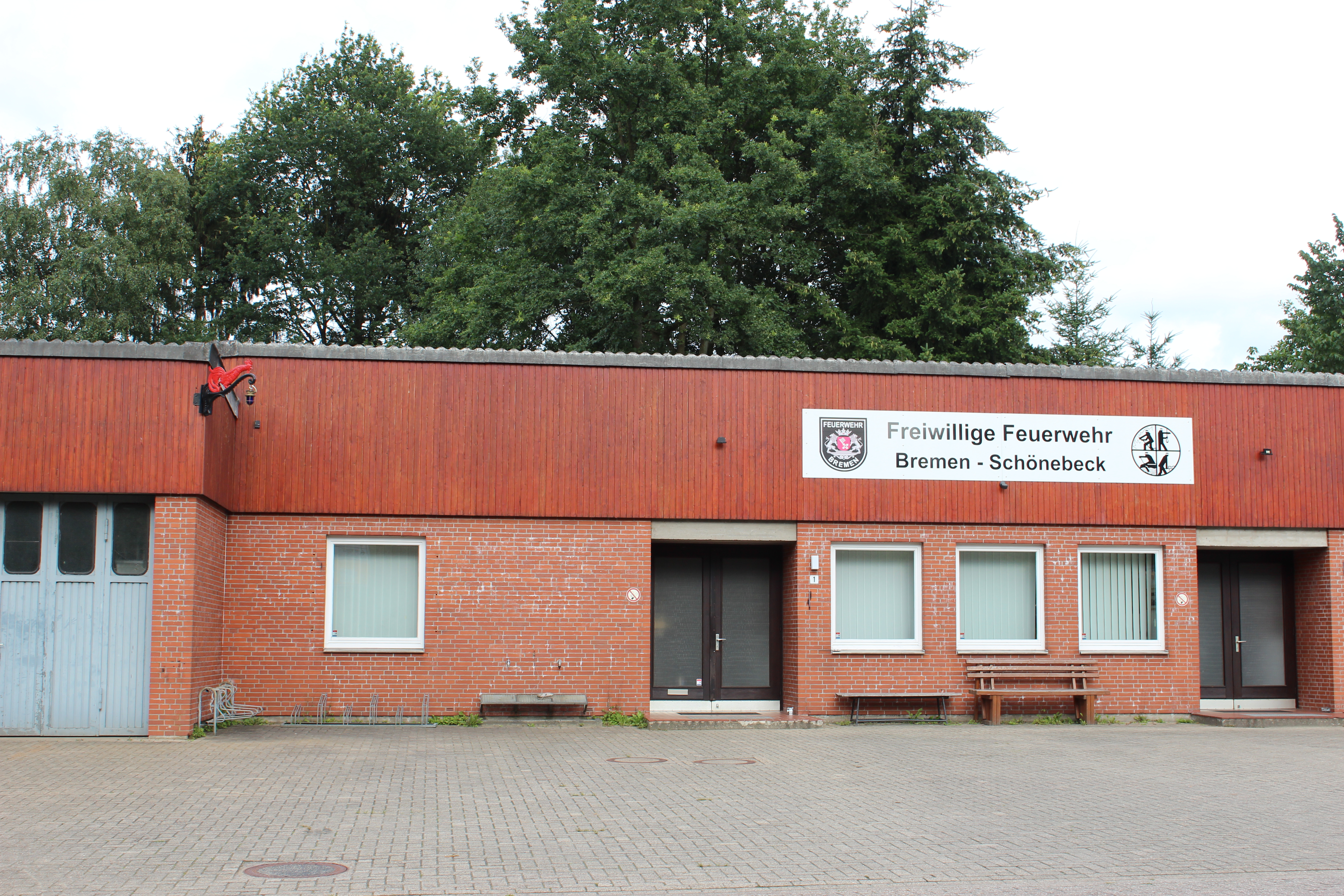
Freiwillige Feuerwehr Schönebeck

### Allgemein
- Ortsamt Vegesack, Gerhard-Rohlfs-Straße 62
- Stadtbibliothek Vegesack, Aumunder Heerweg 85, mit ca. 40.000 Medien
- Feuer- und Rettungswache 6 der Feuerwehr Bremen, Aumunder Feldstraße 41
- Freiwillige Feuerwehr Bremen-Schönebeck, Auf dem Krümpel 1
- Freiwillige Feuerwehr Bremen-Vegesack, Weserstraße 33
- Gustav-Heinemann-Bürgerhaus, ein Bremer Bürgerhaus; es arbeitet zusammen mit der Volkshochschule Bremen-Nord und der Friedensschule Bremen
- Regionale Beratungs- und Unterstützungszentrum Bremen-Nord (ReBUZ-Nord; ehemals Zentrum für schülerbezogene Beratung), Weserstraße 75, und das Zentrum für Medien Nord, Am Sedanplatz 5, des dezentralisierten Landesinstituts für Schule (LIS)

### Bildung
- Schule an der Kerschensteinerstraße in Alt-Aumund, Förderzentrum
- Grundschule und Förderzentrum Am Wasser in Grohn
- Grundschule  Borchshöhe in Aumund-Hammersbeck
- Grundschule Schönebeck
- Grundschule Fährer Flur in Fähr-Lobbendorf
- Grundschule Alt-Aumund
- Grundschule Hammersbeck in Aumund-Hammersbeck
- Oberschule Borchshöhe in Aumund-Hammersbeck, Sekundarstufe I als teilgebundene Ganztagsschule
- Oberschule an der Lerchenstraße in Aumund-Hammersbeck, Sekundarstufe I und II seit 2009
- Gerhard-Rohlfs-Oberschule, Stadtteilschule in Vegesack, Sekundarstufe I
- Schulzentrum des Sekundarbereichs II in Alt-Aumund mit der Beruflichen Schulen für Metall- und Elektrotechnik, Kerschensteinerstraße 5
- Gymnasium Vegesack, Kerschensteinerstraße 2
- Krankenpflegeschule im Klinikum Bremen-Nord
- Ökologiestation Bremen in Schönebeck
- Freie Waldorfschule Bremen-Nord in Blumenthal (früher Grohn)
- vhs Nord der Bremer Volkshochschule im Gustav-Heinemann-Bürgerhaus in Vegesack
- Constructor University in Grohn

### Soziales und Gesundheit
- Ca. 15 Kindergärten darunter das Kinder- und Familienzentrum Haus Windeck
- Werkstatt Bremen – Betriebsstätte Martinsheide (Werkstatt für behinderte Menschen)
- Bremer Außenstelle des BAMF mit der Zentralen Aufnahmestelle (ZASt) des Landes Bremen
- Arbeiterwohlfahrt, Geschäftsstelle Bremen-Nord
- Caritasverband für das Dekanat Bremen-Nord
- Sozialdienst des Klinikum Bremen-Nord
- Arbeitslosenberatung der AlsoNord Arbeitslosen- und Sozialberatung Nord
- Gesprächskreise, Jugendarbeit, Nachbarschaftstreffs, Selbsthilfegruppen, Suchthilfen etc.
- Psychiatrisches Behandlungszentrum Bremen-Nord vom Klinikum Bremen-Nord, Aumunder Heerweg 83
- Gesundheitsamt Bremen-Nord, Aumunder Heerweg 83

### Kirchen, Religionsgemeinschaften

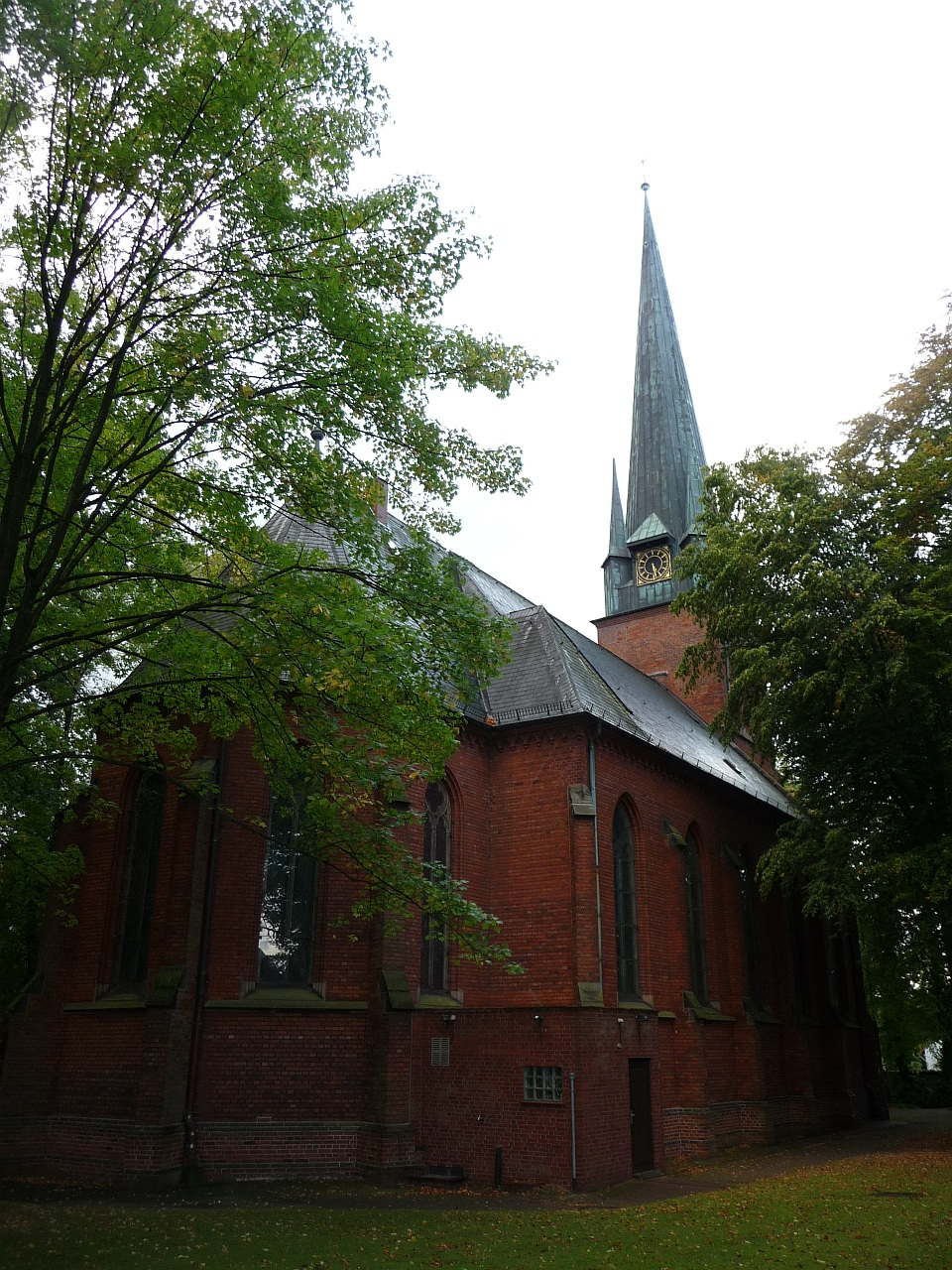
Alt-Aumunder Kirche

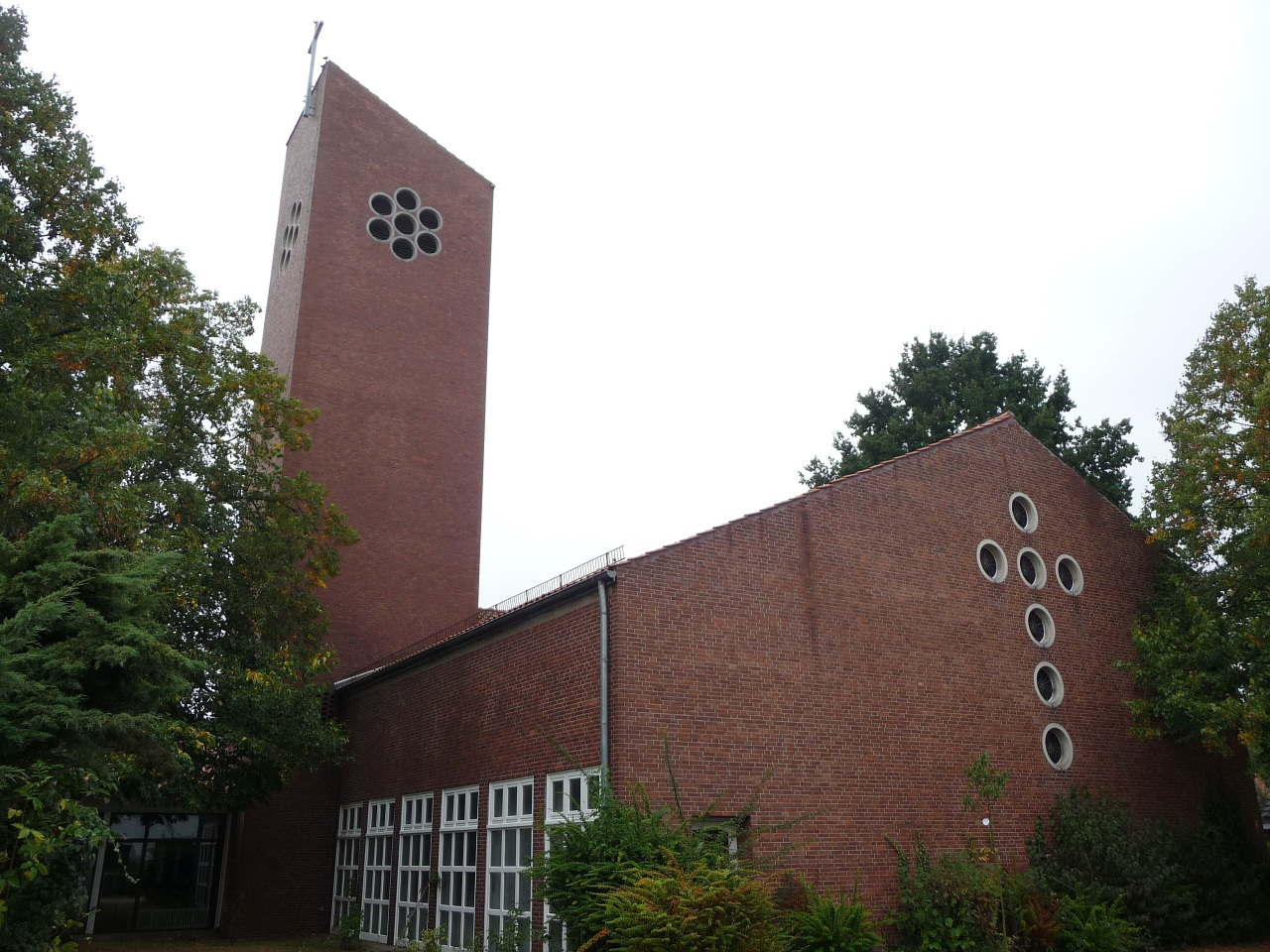
Christophoruskirche Vegesack

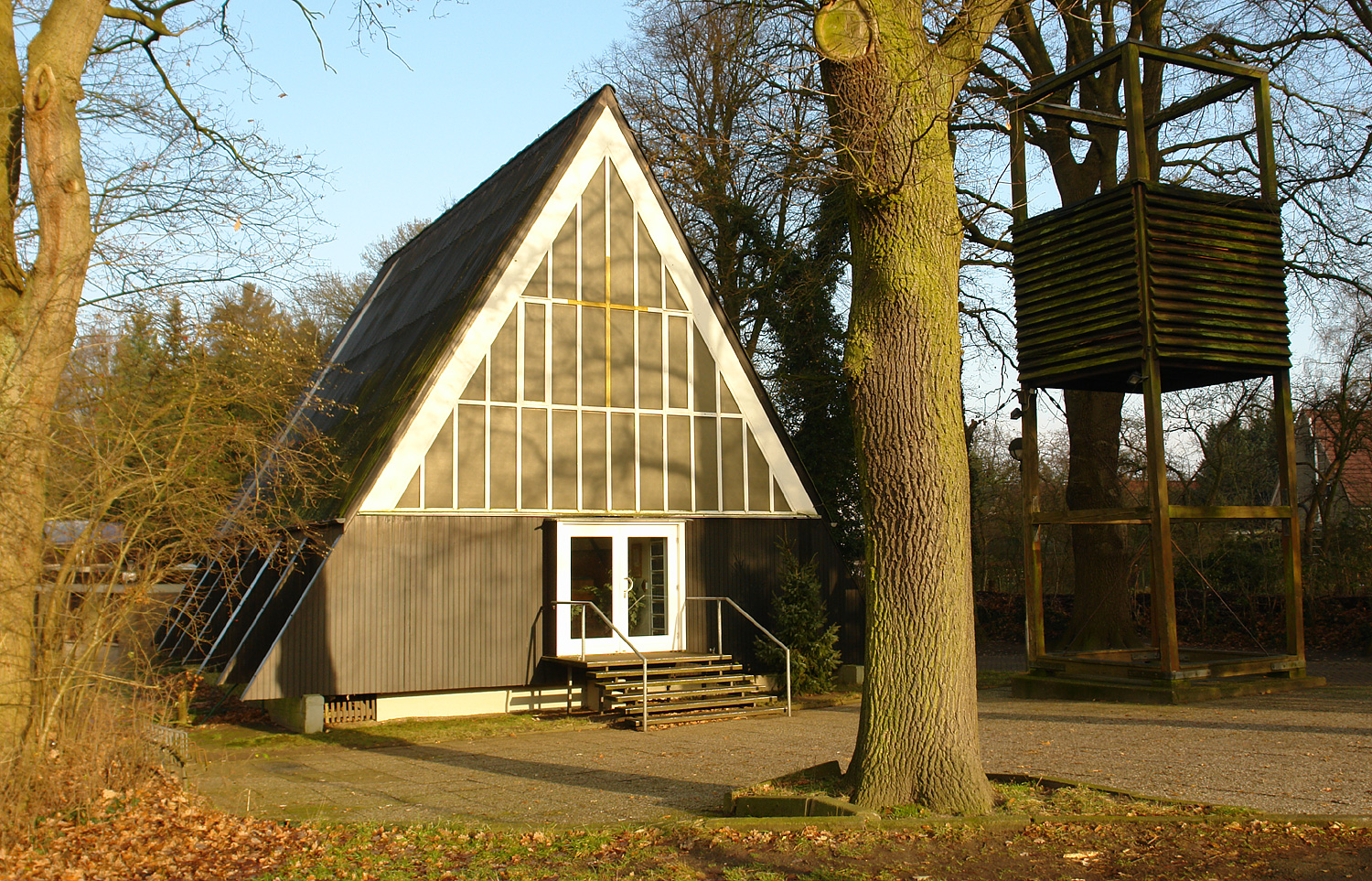
Holzkirche Schönebeck, Filialkirche der ev. St.-Magni-Gemeinde; „Montagekirche“ von 1964

Traditionell ist Vegesack evangelisch geprägt mit Gemeinden der Bremischen Evangelischen Kirche in den jeweiligen Ortsteilen.
Die in Vegesack wohnenden Angehörigen der römisch-katholischen Kirche gehören zum Dekanat Bremen-Nord im Bistum Hildesheim.
Als Kirchgemeinden bestehen:
- Vereinigte evangelisch-protestantische Kirchengemeinde Vegesack (Stadtkirche Vegesack), seit 1817
- Ev.-lutherische Kirchengemeinde Alt-Aumund seit 1872
- Ev.-lutherische Kirchengemeinde St. Michael in Grohn seit 1906
- Ev.-lutherische Christophorus-Gemeinde Aumund-Fähr seit 1958, Menkestraße 15; Kirche von 1958 von Hans Budde.[36]
- Ev.-reformierte Kirchengemeinde Bremen-Aumund
- Freikirchliche Advent-Gemeinde Bremen-Vegesack (Adventisten) in Vegesack
- Ev,-methodistische freikirchliche Gemeinde Bremen-Vegesack (Methodisten) von 1850 mit der Christuskirche, Georg-Gleistein-Straße 1, 1966 entworfen von William Weiss.[37]
- Neuapostische Gemeinde Bremen-Vegesack
- Katholische Kirche Heilige Familie von 1903, am Grohner Markt 7;
  - mit der Kirche von 1987 entworfen von Veit Heckrott und Franz G. Hopf.[38]
  - und seit 2011 die profanierte Kirche St. Willehad in Aumund von 1966 nach Plänen von Karlheinz Bargholz.[39]

Andere christliche Religionsgemeinschaften:
- Zeugen Jehovas Gemeinde Bremen – Vegesack mit dem Gemeindezentrum in Ritterhude, Osterhagener Straße 2a

Andere religiöse oder weltanschauliche Gemeinschaften:
- Moschee des staatlich-türkischen Islamverbandes DITIB in Aumund
- Gruppen der Buddhisten und der Juden
- Freimaurerloge Anker der Eintracht i.O Bremen-Vegesack von 1885, gegründet u. a. von Friedrich Rohr.[40]

Von 1850 bis zum 10. November 1938 existierte in Aumund eine Synagoge. Sieben Familien hatten um 1800 einen Schutzbrief in Rekum, Farge, Aumund, Grohn und Fähr (Jakum Isaak Gottschalk, Simon Hahn, Michael Rosenberg, Gumpel Schwabe, Ephraim Herz, Monderchai Kayser und Selig Pinchas Meyer). Sie gründeten 1816 die erste jüdische Gemeinde. Sie hatten einen Betraum in Grohn. 1827 schlossen sich die jüdischen Familien, die in Vegesack lebten, der Gemeinde an. Es waren insgesamt 16 Familien. Die erste Synagogengemeinde Aumund, Vegesack, Blumenthal hatte 81 Mitglieder (Männer). Erst 1834 erhielt sie die Erlaubnis zum Erwerb eines Grundstücks, und 1850 zum Bau der Synagoge. Am 10. November 1938 nachmittags wurde das Gebäude am jetzigen Jacob-Wolff-Platz im Zuge der Reichspogromnacht von der SA vor zahlreichen Schaulustigen niedergebrannt. Die Gemeinde wurde danach aufgelöst.
→ Siehe auch Jüdische Gemeinde im Lande Bremen

### Sport
Anlagen
- Stadion Vegesack mit 3000 Plätzen
- Freizeitbad Vegesack
- Sportanlage Oeversberg in Grohn
- Turnhalle Ludwig-Jahn-Straße 6

Sportvereine
- Bahnen-Golf-Club Bremen
- Fecht-Club Bremen-Nord
- Freie Turnerschaft Hammersbeck (FTH), In den Wellen 19
- Keglerverein Bremen-Nord
- MTV Eiche Schönebeck von 1897, Ziegeleiweg 33A
- Reitclub General Rosenberg mit Sportstätte in Schwanewede
- SG Aumund-Vegesack
- SV Eintracht Aumund, Hermann-Löns-Straße 15
- SV Grohn, Friedrich-Humbert-Straße 24
- TTK Grün-Weiß Vegesack
- TV Grohn von 1883
- Vegesacker BMX-Club
- Vegesacker Jungs, Kutterpullverein
- Vegesacker Ruderverein am Grohner Yachthafen
- Vegesacker Tennisverein
- Vegesacker Turnverein von 1861 (VTV), Hermann-Fortmann-Str. 32
- VWV-Verein Wassersport Vegesack am Grohner Yachthafen
- Wassersportverein Roland am Grohner Yachthafen
- Wassersport-Verein Aumund am Grohner Yachthafen
- Dart Club Vegesack
- Vegesacker Schützenverein von 1852

## Wirtschaft und Verkehr

### Wirtschaft
Wichtige Betriebe waren und sind ( Zahlenangaben von 2008):
- Einkaufs- und Erlebniszentrum Haven Höövt am Vegesacker Hafen, bestand von 2003 bis um 2017, Abriss 2021.
- Lürssen-Werftenverbund mit Yacht- und Marinschiffsbau, Hauptsitz in Bremen-Vegesack.
- Norddeutsche Steingut AG in Grohn, Traditionsunternehmen bei der Herstellung keramischer Wand- und Bodenfliesen mit ca. 300 Beschäftigten, Abriss 2024
- KUKA Systems (ehemals LSW Maschinenfabrik), 300 Mitarbeiter.
- Ehemalige Bremer Tauwerk-Fabrik (BTF), heute Logistikunternehmen Kleine Wolke, 150 Mitarbeiter.
- Nehlsen, Entsorgungs- und Sicherheitsunternehmen.
- Gewosie Wohnungsgenossenschaft Bremen-Nord eG (1894 Spar- und Bauverein, 1940 GEWOSIE), mit 4850 Wohnungen im Bestand in Bremen-Nord das größte Wohnungsunternehmen.
- Großwerft Bremer Vulkan war bis 1997 mit 3000 Arbeitern der wichtigste Arbeitgeber in Vegesack. Nach deren Konkurs wurden auf dem Gelände bis 2008 um die 40 neue Unternehmen angesiedelt.
- Präwest Präzisionswerkstätten in Aumund, ca. 130 Mitarbeiter im Teilebau für Luft- und Raumfahrt sowie für Fahrzeuge.
- Wochenmarkt am Sedanplatz.

### Verkehr

#### Eisenbahn

Streckenverlauf der Bahnstrecke Bremen-Farge–Bremen-Vegesack mit dem Bahnhof Bremen-Vegesack

In den im Dezember 1862 eröffneten Kopfbahnhof Bremen-Vegesack münden die Bahnstrecken Bremen-Burg–Bremen-Vegesack, an der auch der Haltepunkt Bremen-Schönebeck liegt, und Bremen-Farge–Bremen-Vegesack.
Der 1961 eingestellte Personenverkehr auf der Bahnstrecke Bremen-Farge–Bremen-Vegesack, die über 46 Jahre nur für den Güterverkehr genutzt wurde, wurde im Dezember 2007 wieder aufgenommen. An dieser Strecke befindet sich auch der Bahnhof Bremen-Aumund. Die Strecke ist 2011 im Rahmen der Regio-S-Bahn Bremen/Niedersachsen elektrifiziert worden. Statt der seit 2007 zwischen Vegesack und Farge angebotenen Dieseltriebwagen setzt die NordWestBahn seit Dezember 2011 moderne Elektro-Triebzüge ein.
Seit April 2012 werden außerhalb der Hauptverkehrszeit umsteigefreie Fahrten zwischen Farge und dem Bremer Hauptbahnhof, teils weiter nach Verden (Aller) angeboten. Der tagsüber angebotene 30-Minuten-Takt wird in der Hauptverkehrszeit zwischen Vegesack und Hauptbahnhof auf einen 15-Minuten-Takt verdichtet.

#### Öffentlicher Personennahverkehr (ÖPNV)
Vegesack wird durch Buslinien der Bremer Straßenbahn AG sowie Buslinien anderer Verkehrsbetriebe bzw. Unternehmen des Verkehrsverbundes Bremen/Niedersachsen (VBN) versorgt:
- Buslinie 90: Neuenkirchen – Blumenthal – Aumund – Bf Vegesack – Schönebeck – Burglesum – Gröpelingen
- Buslinien 91/92: Rönnebeck – Blumenthal – Bf Vegesack – Schönebeck (Linie 91 teilweise über Grohn – Blumenkamp) – Burglesum – Industriehäfen – Gröpelingen
- Buslinie 94: Schwanewede-Nord – Bockhorn – Blumenthal – Vegesack – Grohn – Burglesum – Marßel
- Buslinie 95: Bockhorn – Blumenthal – Vegesack – Grohn – Burglesum – Gröpelingen
- Buslinie 98: Bf Vegesack –Aumund (Ascherfeld) – Hammersbeck – Aumund (Ascherfeld) – Bf Vegesack
- Regionalbuslinie 677: Bf Vegesack – Aumund – Beckedorf – Schwanewede – Meyenburg – Uthlede

Hinzu kommen die Nachtlinien:
- Nachtbuslinie N7: Hauptbahnhof – Findorff – Walle – Gröpelingen – Burglesum – Schönebeck – Bf Vegesack – Blumenthal – Neuenkirchen
- Nachtschwärmerlinie N61: Bf Vegesack – Aumund – Blumenthal – Schwanewede – Meyenburg – Uthlede – Hagen, PAM PAM

#### Straßen und Plätze
Vegesack ist über die Autobahn A 270 an die Autobahn A 27 angebunden.
Näher dargestellt sind die wichtigsten Straßen und Plätze wie
- Gerhard-Rohlfs-Straße, Haupteinkaufsstraße und Fußgängerzone
- Reeder-Bischoff-Straße, Haupteinkaufsstraße und Fußgängerzone
- Weserstraße, historisch bedeutsame Erschließungsstraße
- Alte Hafenstraße als historische Straße in Nord-Süd-Richtung
- Sedanplatz als Teil der Fußgängerzone
- Vegesacker Bahnhofsplatz als Verkehrsknotenpunkt
- Hammersbecker Straße in Aumund-Hammersbeck und Fähr-Lobbendorf

Fußgängerzonen
Als Fußgängerzone dienen die Gerhard-Rohlfs-Straße, Teile der Breiten Straße und die Reeder-Bischoff-Straße als Haupteinkaufsstraßen, die in Ost-West-Richtung vom Fährgrund/Lindenstraße vorbei am Sedanplatz zum Vegesacker Hafen, zum Vegesacker Bahnhof führen.

#### Fähre

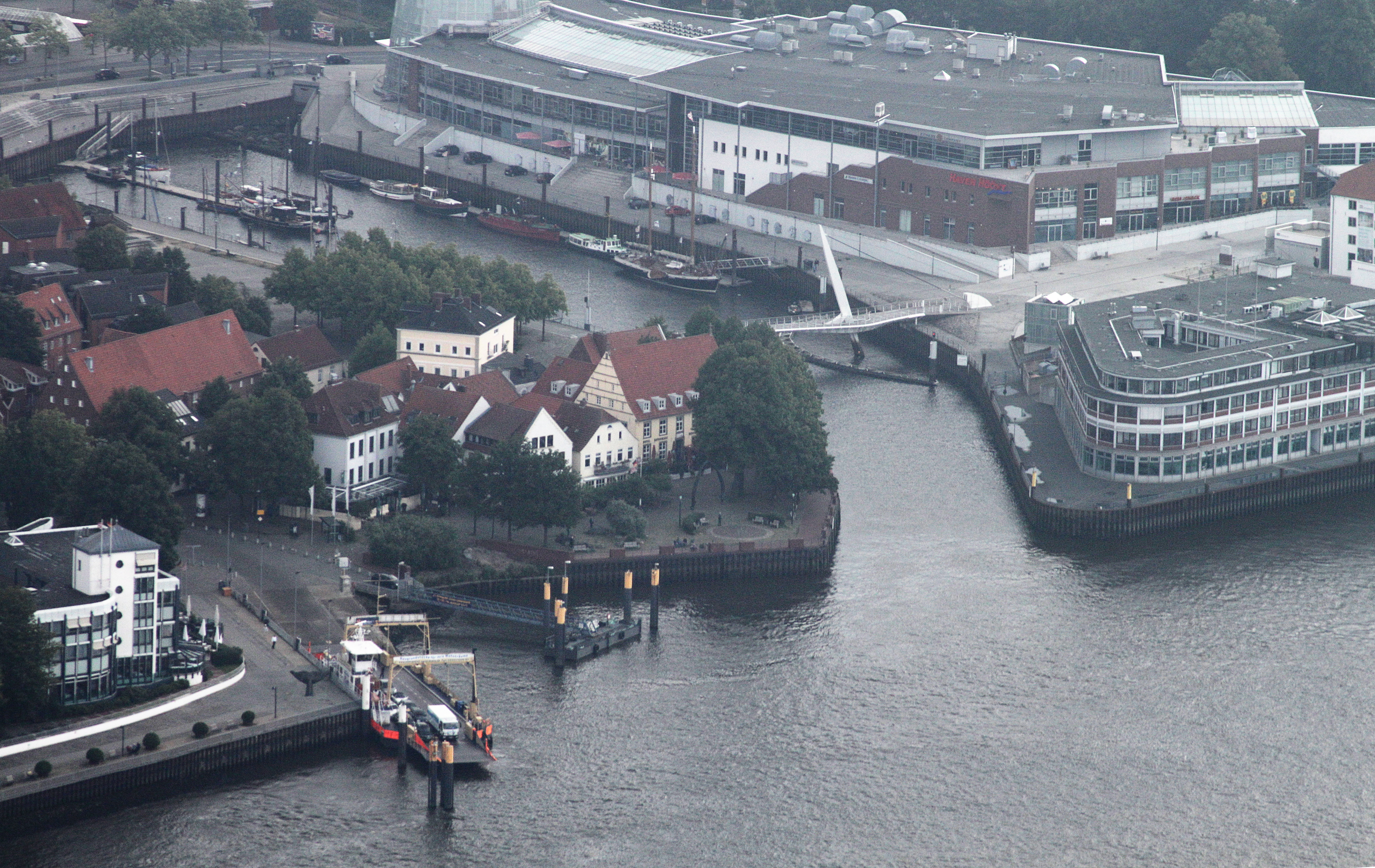
Anleger Vegesack der Fähre Vegesack–Lemwerder

Eine Fährverbindung mit zwei Fährschiffen der Fähren Bremen–Stedingen verbindet Vegesack via Zur Vegesacker Fähre mit Lemwerder in Niedersachsen.

#### Rad- und Wanderwege
- An der Weser und beidseitig der Lesum befindet sich ein ausgedehntes Wegesystem.
- Die Wegeverbindung von Vegesack über die Fährer Flur, Fährer Kämpe, Fährer Straße und Hammersbecker Weg führt nach Schwanewede, Ortsteil Löhnhorst.

## Persönlichkeiten

### Söhne und Töchter des Ortes
- Heinrich Behmann (* 1891 in Aumund; † 1970 in Bremen-Aumund), Mathematiker, Professor in Halle (Saale).
- Wilhelm Dettmering (* 1912 in Aumund; † 1999), Ingenieur
- Johann Diedrich Bischoff (1823–1893), Reeder und Kaufmann, Vater von Friedrich Bischoff.
- Friedrich Bischoff (* 1861 in Vegesack; † 1920 in Bad Oeynhausen), Reeder und Kaufmann. Die Reeder-Bischoff-Straße wurde nach ihm und seinem Vater benannt.
- Detlev Ellmers (* 1938 in Vegesack; † 2022), Schiffsarchäologe und Kunsthistoriker
- Volker Ernsting (* 1941 in Vegesack; † 2022), Karikaturist und Illustrator
- Georg Gleistein (* 1770 in Fähr; † 1830 in Vegesack), Segelschiffskapitän, gründete 1824 die Tauwerkfabrik Georg Gleistein & Sohn, die Straße, an der die erste Fabrik lag, wurde nach ihm benannt.
- Hermann Grevesmühl (* 1878 in Aumund; † 1954 in Bremen-Schönebeck) war ein deutscher Musiker, Konzertmeister und Musikpädagoge. Der Grevesmühlweg liegt in Schönebeck.
- Lüder Halenbeck (* 1841 in Vegesack; † 1895 in Bremen) war Lehrer, Heimatforscher und Schriftsteller in Bremen. Nestor der Regionalgeschichtsschreibung für Bremen-Nord. Nach ihm wurde eine Straße in Vegesack benannt.
- Wilhelm Hartmann (* 1844 in Aumund; † 1926 in Esher, England) war ein deutscher, später englischer Unternehmer. Er stiftete das Krankenhaus Hartmannstift, zunächst Krankenhaus für Vegesack, dann bis 1988 Frauenklinik des Zentralkrankenhauses Bremen-Nord. 1887 wurde er Ehrenbürger von Vegesack. Bedingt durch den Ersten Weltkrieg brachen die Verbindungen zu seiner Heimatstadt ab. Nach ihm ist eine Straße in Vegesack benannt.
- Addig Jaburg (* 1819 in Vegesack; † 1875 in Vegesack) war Porträt- und Stubenmaler. Oltmann Jaburg war sein Bruder, ihr Geburtshaus stand In der Jaburgstraße.
- Oltmann Jaburg (* 1830 in Vegesack; † 1908 in Vegesack), war Marine-, Porträtmaler und Photograph. Addig Jaburg war sein Bruder, ihr Geburtshaus stand in der Jaburgstraße.
- Friedrich Klippert (* 1862 in Vegesack; † 1934 in Vegesack) war der erste Direktor der Bremen-Vegesacker Fischerei-Gesellschaft. Die nach ihm benannte Straße verläuft direkt am Hafenbecken.
- Johann Lange (* 1775 in Vegesack; † 1844 in Bremen); auf seiner Werft lief 1816 das erste von einem deutschen Schiffbauingenieur in Deutschland erbaute Dampfschiff Die Weser vom Stapel. Nach ihm ist eine Straße in Aumund-Hammersbeck benannt.
- Ingbert Lindemann (* 1945 in Vegesack), evangelischer Pastor und Autor
- Karl Müller (* 1871 in Vegesack; † 1958 in Hannover), Wasserbauingenieur und Leiter der Wasserbaudirektion Hannover.
- Hans Neumann (* 1908 in Aumund; 1944 im Zuchthaus Brandenburg ermordet), organisierte ab 1933 den Widerstand im Landkreis Blumenthal und auf dem Bremer Vulkan
- Helmut Noll (* 1934 in Vegesack; † 2018 in Bremen), Ruderer, Silbermedaillen Gewinner bei der Olympiade 1952 in Helsinki.
- Albrecht Poppe (* 1847 in Vegesack; † 1907 in Vegesack), deutscher Zoologe und Schriftsteller. Nach ihm ist eine Straße in Vegesack benannt.
- Dietrich Rebetje (1833 in Grohn; † 1903 in Grohn), Schuhmacher, Gemeindevorsteher und Ehrenbürger von Grohn (Diedrich Rebetje Straße).
- Gerhard Rohlfs (* 1831 in Vegesack; † 1896 in Rüngsdorf bei Bad Godesberg), Afrikaforscher und Schriftsteller; nach ihm ist die Haupteinkaufsstraße und ein Schulzentrum (ehem. Gerhard-Rohlfs-Gymnasium) in Vegesack benannt. An ihn erinnert ein Denkmal in einer Grünanlage an der Kreuzung Gerhard-Rohlfs-Straße/Schulkenstraße und sein Grabmal auf dem Vegesacker Friedhof an der Lindenstraße.
- Heinrich Rohlfs (* 1827 in Vegesack; † 1898 in Wiesbaden), Mediziner und Schriftsteller. Bruder von Gerhard R.
- Johann Friedrich Rohr (* 1816 in Grohn; † 1878 in Vegesack), Druckereibesitzer, war Herausgeber der ersten Zeitung des Ortes, dem „Vegesacker Wochenblatt“, die vom 10. Mai 1849 an erschien.
- Friedrich Rohr (* 1850 in Vegesack; † 1913 in Vegesack), Druckereibesitzer, Verleger, Stadtdirektor von Vegesack, Bauherr der Kirchengemeinde, Sparkassenchef und Mitglied der Bremischen Bürgerschaft. Die Buchtstraße, an der die Druckerei lag, wurde ihm zu Ehren in Rohrstraße umbenannt.
- Detlef Scharf, (* 1956 in Bremen-Vegesack), Mitglied der Bremischen Bürgerschaft (CDU)
- Friedrich Schild (1870–1921), Bankier, Förderer der Stadt (Badeanstalt, Fähre, Strandlust Vegesack); die gleichnamige Straße ist nach ihm benannt worden.
- Waltraud Schoppe, (* 1942 in Bremen-Aumund), 1990 bis 1994 Frauenministerin des Landes Niedersachsen und Gründungsmitglied der Partei Die Grünen
- Käthe Schulken, (* 1891 in Vegesack; † 1974 in Gatersleben), Pädagogin und Heimatschriftstellerin in Gatersleben (nördliches Harzvorland).
- Günther Schwarberg (* 1926 in Vegesack; † 2008 in Hamburg), Journalist in Hamburg, arbeitete u. a. mit dem Buch Der SS-Arzt und die Kinder vom Bullenhuser Damm ein in Vergessenheit geratenes Kapitel aus der Endphase der Kriegsverbrechen in der Zeit des Nationalsozialismus auf.
- Gernot Sieg (* 1966 in Vegesack), Wirtschaftswissenschaftler
- Jürgen Trittin (* 1954 in Bremen-Vegesack), Politiker (Bündnis 90/Die Grünen), Bundesminister für Umwelt, Naturschutz und Reaktorsicherheit von 1998 bis 2005, Bundestagsfraktionvorsitzender.
- Hans G. Trüper (* 1936 in Aumund; † 2016 in Bonn) war ein Mikrobiologe und Historiker in Bonn.
- Willi Vogel (Maler) (1909–1987), deutscher Maler
- August Wilmanns (* 1833 in Vegesack; † 1917 in Berlin), Altphilologe und Generaldirektor der Königlichen Bibliothek zu Berlin.
- Harry Wolff (* 1900 in Vegesack; † 1943 im KZ Auschwitz), Verleger, Publizist und Heimatschriftsteller in Bremen. Wurde als Jude 1943 ins KZ Auschwitz deportiert.
- Gottfried Zedler (* 1860 in Vegesack, † bei Schneidemühl 1945), Bibliothekar und Gutenberg-Forscher in Wiesbaden.

### Weitere Persönlichkeiten
Alphabetische Reihenfolge
- Wilhelm Ahrens (1898–1974) war Uhrmacher, Redakteur der Bremer Volkszeitung, Ortsamtsleiter (1949–1964) und Mitglied der Bremer Bürgerschaft (1950–1963).
- Ernst Georg Baars (1864–1949), evangelischer Pastor in Vegesack und Pazifist in Bremen.
- Ernst Becker-Sassenhof (1900–1968) war als Architekt ein Vertreter des Neuen Bauens in Vegesack und Bremen.
- Heinrich Behrens (1924–2008), Mitglied der Bremischen Bürgerschaft (SPD), Leiter des Ortsamtes von 1974 bis 1989, eine Straße in Grohn wurde nach ihm benannt.
- Friedrich Beilken (1872–1945) gründete 1919 die Segelmacherei Beilken in Vegesack.
- Heinrich Beilken (1894–1970), Lehrer, Lokalpolitiker und Heimatschriftsteller. Die Beilkenstraße in der Nähe des Hafens wurde nach ihm benannt.
- Alwin Belger (1891–1945) war ein deutscher Pädagoge und Schriftsteller. Nach ihm ist eine Straße in Bremen-Vegesack benannt.
- Adolph Bermpohl (1833–1887) war Navigationslehrer in Vegesack und initiierte die Gründung des Vorläufers der DGzRS. Nach ihm ist ein Seenotrettungskreuzer der DGzRS sowie eine Straße in Vegesack benannt.
- Heinrich Bockelmann (1870–1945) war Bankier in Moskau und Berlin, er ist als Sohn eines Schiffskapitäns in Vegesack aufgewachsen.
- Jan Böhmermann (* 1981 in Bremen), ist Rundfunk- und Fernsehmoderator und Comedian.
- Johann Friedrich Borcherding (1849–1924), Pädagoge und Naturforscher
- Anna Börschmann (1871–1939), Reformpädagogin und Direktorin der Städtischen Höhere Mädchenschule Vegesack, später Städtisches Lyzeum Vegesack von 1907 bis 1932.
- Cord Coeper, Schiffbaumeister, war der älteste nachweisbarer Schiffbauer der ab 1632 am Alten Tief, der Auemuendung, Schmackschiffe und Kähne baute. Eine Straße in Aumund wurde nach ihm benannt.
- Leo Drabent (1899–1944) wohnte in Vegesack und organisierte den antifaschistischen Widerstand in und um Bremen.
- Otto Freise (1872–1952) war der Vorstandsvorsitzende der Norddeutschen Steingutfabrik AG in Bremen-Grohn.
- Otto Friese (1886–1947), Gewerkschaftler, Politiker (SPD) und von um 1928 bis 1933 Sprecher der Stadtverordnetenversammlung Vegesack.
- Johann Fromm (1878–1966), Lehrer, Gemeinderatsmitglied und Heimatkundler (Johann Fromm-Weg).
- Doris Groth geb. Finke (1830–1878), war die Ehefrau des Dichters Klaus Groth, sie verbrachte auf dem Sommersitz der Familie Finke an der Weserstraße in Vegesack die Ferien.
- Friedrich Humbert (1887–1941), war von 1923 bis 1933 Bürgermeister von Grohn
- Arend Klauke, von 1879 bis 1903 Gemeindevorsteher von Hammersbeck
- Volker Kottkamp (* 1943), war Sportreporter und Moderator bei der ARD, ist in Vegesack aufgewachsen und zur Schule gegangen.
- Erich Lackner (1913–1992) war ein deutscher Ingenieurwissenschaftler österreichischer Herkunft.
- Friedrich Lürßen (1851–1916) war Gründer und Namensgeber der Lürssen-Werft sowie Förderer des Wassersports und von Schiffsrennen. Eine Straße nahe der Aumunder Kirche ist nach ihm benannt.
- Gerd Meyer (1946–2021), war Leiter des Gustav-Heinemann-Bürgerhauses in Bremen-Vegesack und Friedensaktivist
- Heinrich Meyer, (1869–1942) war Werftdirektor beim Bremer Vulkan. In Fähr-Lobbendorf liegt die Heinrich-Meyer-Straße.
- Walter Momper (* 1945), SPD-Politiker, Präsident des Abgeordnetenhauses von Berlin und ehemaliger Regierender Bürgermeister von Berlin, wuchs in Vegesack auf. Sein Vater war Koch im Hotel Strandlust.
- Bruno Müller (1883–1960), 1918/19 Ko-Vorsitzender des Arbeiter- und Soldatenrates
- Victor Stanislaus Nawatzki (1855–1940) übernahm 1887 die Werft von Johann Lange und fusionierte sie 1893 zusammen mit dem Bremer Kaufmann Franz Ernst Schütte zur Bremer Vulkan Aktiengesellschaft und Maschinenfabrik. Die Nawatzkistraße verläuft nahe dem Vegesacker Schwimmbad.
- Bernd Neumann (* 1942 in Elbing), Politiker (CDU), Staatsminister für Kultur und Medien in Berlin, hat in Vegesack Abitur gemacht und war hier als Lehrer tätig.
- Heinrich Oebker (1899–1975), Lehrer und Schulleiter (Kerschensteinerstraße), Vorstand im Stadtgarten-Stadtverschönerungsverein Vegesack (Heinrich-Oebker-Straße)
- Fritz Overbeck (1869–1909), Maler; hatte Wohnhaus und Atelier an der heutigen Straße An der Aue in Schönebeck (Overbecks Garten, Overbeckstraße)
- Thomas Pörschke (* ?), Bürgerschaftsabgeordneter (Grüne) seit 2019
- Albrecht Wilhelm Roth (1757–1834), deutscher Arzt und Botaniker; nach ihm ist die Pflanzengattung Rothia benannt. 1787 erwarb er am Hochufer der Weser ein Gelände zur Anlage eines Gartens, der heute als öffentlicher Stadtgarten dient. Ein Denkmal bei der Vegesacker Kirche und im Stadtgarten, sowie eine Straße, tragen seinen Namen.
- Rolf Rübsam (1937–2021), Lehrer und Heimatforscher, wirkte und starb in Vegesack
- Werner Schrader (1928–2007), Kinder- und Jugendbuchautor und 35 Jahre lang als Grundschullehrer in Bremen-Aumund tätig.
- Carl Schuchhardt (1859–1943), Prähistoriker und Direktor des Neuen Museums in Berlin. Er ist in Vegesack aufgewachsen und 1872–1877 zur Schule gegangen.
- Heike Sprehe (* 1961), Abgeordnete der Bremischen Bürgerschaft (SPD)
- Diedrich Steilen (1880–1961), Lehrer, Heimatforscher und 1911 Mitbegründer des Heimatvereins Vegesack und Umgebung. Nach ihm ist eine Straße in Vegesack benannt.
- Andreas Friedrich Uhthoff (1780–1860), Eisengießer; er gründete 1822 mit großem Erfolg eine Eisen-Kunstgießerei in Vegesack. Die Straße, an der die Gießerei lag, trägt seinen Namen.
- Hermann Friedrich Ulrichs (1809–1865), Schiffbaumeister und Werftbesitzer. Die Straße Ulrichs Helgen verläuft an der ehemaligen Vulkan-Werft.
- Hubert Walter (1930–2008), Professor für Anthropologie an der Universität Bremen. lebte in Bremen-Schönebeck
- Karl Wastl (1889–1963), Aumunder Gemeinderat und Kreistagsabgeordneter
- August Christian Wilmanns (1757–1839), erster Amtmann von Vegesack
- Werner Wittgenstein (1882–1965), Rechtsanwalt, von 1915 bis 1933 Stadtdirektor bzw. Bürgermeister von Vegesack.